# Liste von Villen am Dresdner Elbhang

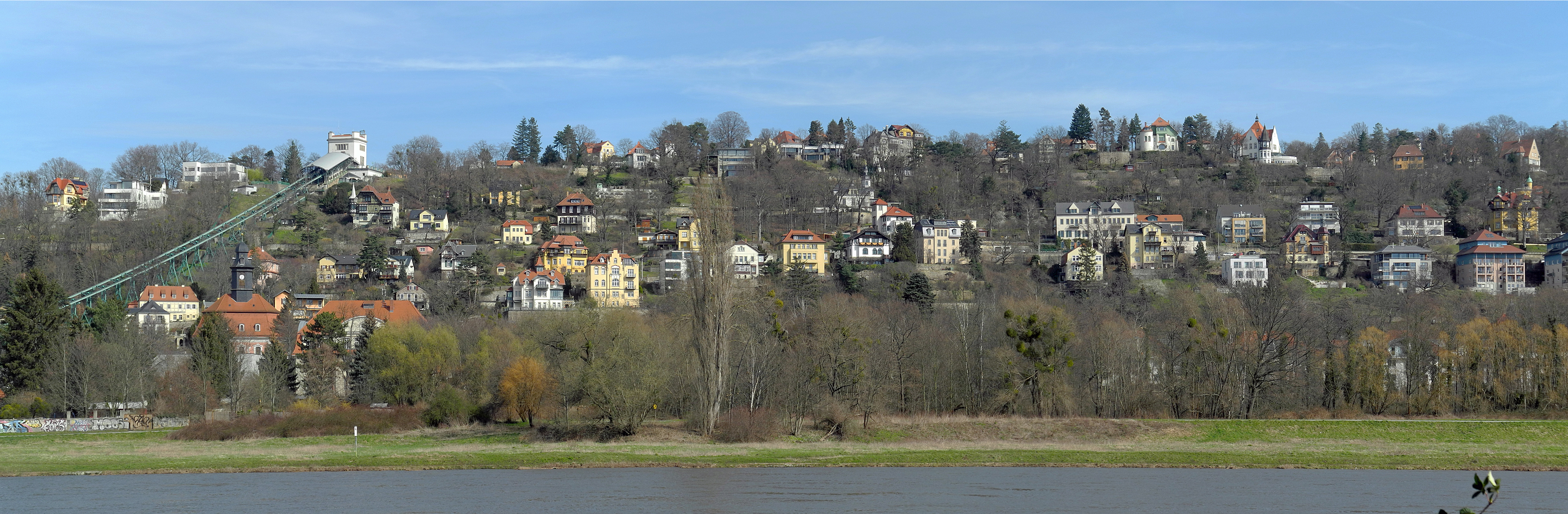
Villen am Elbhang

Die Liste von Villen am Dresdner Elbhang erfasst Villen der Loschwitz-Pillnitzer Kulturlandschaft im Bereich des Denkmalschutzgebiets Elbhänge
(ID-Nummer 09305812). Dabei werden Schlösser, Villen, Mietvillen und Landhäuser berücksichtigt, die in den Gemarkungen Loschwitz, Wachwitz, Niederpoyritz, Hosterwitz und Pillnitz liegen und den Elbhang dominieren.
Die meisten dieser Gebäude wurden im 19. und am Anfang des 20. Jahrhunderts errichtet und stehen unter Denkmalschutz. Sie wurden ursprünglich als Sommervillen meist auf ehemaligen Weinbergsarealen errichtet und erst später (kurz vor oder nach dem Ersten Weltkrieg) zu normalen Wohnbauten (mit Heizung) umgebaut.

## Bedeutende Bauten der Loschwitz-Pillnitzer Kulturlandschaft
| Bild           | Bezeichnung                                                  | Lage                                                                      | Datierung                               | Beschreibung | ID                       |
| -------------- | ------------------------------------------------------------ | ------------------------------------------------------------------------- | --------------------------------------- | --- | ------------------------ |
| Weitere Bilder | Felsner-Villa                                                | Neustadt, Bautzner Straße 104 (urspr. Loschwitz, Schillerstr. 36) (Karte) | 1862–1863 (Villa)                       | Villa mit Garten, Remise und Unterbauten; ein in Dresden eher selteneren Landhaustypus mit Turm um 1850 der Berlin-Potsdamer Architektur der Schinkel-Nachfolge, baugeschichtlich und künstlerisch bedeutend, wirkt in den Elbraum, somit auch städtebaulich von Belang. | 09214447                 |
| Weitere Bilder | Villa Elysium                                                | Neustadt, Bautzner Straße 110 (urspr. Loschwitz, Schillerstr. 42) (Karte) | 1851–1853                               | Villa mit rückwärtigem Turmanbau und Unterbauten sowie Villengarten mit Terrassierung, Treppen, Grotte und Resten einer Brücke sowie Einfriedungsmauer; bemerkenswerter historisierender Bau, gesamte Anlage eines der repräsentativsten baulichen und gärtnerisch gestalteten Anwesen um 1850 in Dresden, baugeschichtlich, künstlerisch und landschaftsgestaltend bedeutend. | 09215480                 |
| Weitere Bilder | Villa Schäde                                                 | Loschwitz, Bautzner Straße 118 (Karte)                                    | bis 1895                                | Villa mit Terrasse und Gewächshaus; markanter historisierender Bau mit einem der wenigen Gewächshäuser in Dresden, baugeschichtlich, landschaftsgestalterisch und städtebaulich bedeutend, wirkt in den Elbraum, somit auch städtebaulich von Belang. Architekt: Carl Gérard (1848–1912), errichtet für den Fabrikbesitzer Hermann Schäde (1831–1900). | 09211455                 |
| Weitere Bilder | Villa Scheibe                                                | Loschwitz, Bautzner Straße 120 (Karte)                                    | 1895                                    | Villa mit Nebengebäude, elbseitiger Einfriedungsmauer und elbseitigem Garten einschl. Terrasse; im Innern Ausstattung u. a. mit Ausmalung erhalten, reiche Stilvilla des 19. Jahrhunderts, bemerkenswerter Solitär am Elbhang, baugeschichtlich, künstlerisch und städtebaulich bedeutend. | 09211454                 |
| Weitere Bilder | Villa Meusel                                                 | Loschwitz, Bautzner Straße 122e; 122f (Karte)                             | bis 1850                                | Villa mit Nebengebäude im sogen. »Altdeutschen Stil«, charakteristisches historistisches Anwesen, wirkt in den Elbraum, baugeschichtlich, künstlerisch, städtebaulich und stadtentwicklungsgeschichtlich bedeutend. Zeitzeugnis für die historisierende Architektur der 2. Hälfte des 19. Jahrhunderts. Das Anwesen gehört zum unverwechselbaren Ensemble des Elbhanges und ist somit als Teil auch städtebaulich und stadtentwicklungsgeschichtlich von Bedeutung. | 09211453                 |
| Weitere Bilder | Villa Brockhaus I                                            | Loschwitz, Brockhausstraße 2–4 (Karte)                                    | 1848                                    | Villa über U-förmigem Grundriss und sogenanntes Gartenhaus, parkartige Gartenanlagen und Einfriedung; baugeschichtlich und personengeschichtlich, künstlerisch sowie landschaftsgestalterisch bedeutend. Wohnstätte des Leipziger Verlegers Heinrich Brockhaus (1804–1874), von 1847 bis 1945 im Besitz der Familie Brockhaus. | 09211456                 |
| Weitere Bilder | Schloss Albrechtsberg                                        | Loschwitz, Bautzner Straße 130 (urspr. Dresdner Str. 18) (Karte)          | 1850–1854                               | Einzeldenkmale der Sachgesamtheit Albrechtschlösser: Schloss Albrechtsberg, benannt nach dem Prinzen Albrecht von Preußen (1809–1872); Architekt: Adolf Lohse (1807–1867). Schlossgebäude mit seitlich schlanken flankierenden Türmen und aufwendiger Terrassenanlage sowie zwei Torhäusern; bemerkenswerteste Schlossanlage des 19. Jahrhunderts in Dresden, baugeschichtlich, künstlerisch, landschaftsgestaltend und städtebaulich bedeutend. | 09211476                 |
| Weitere Bilder | Villa Stockhausen                                            | Loschwitz, Bautzner Straße 132 (urspr. Dresdner Str. 20) (Karte)          | 1850–1853                               | Einzeldenkmale der Sachgesamtheit Albrechtschlösser: Villa Stockhausen, auch Lingnerschloss genannt. Architekt: Adolf Lohse, errichtet für Baron von Stockhausen, später im Besitz von Karl August Lingner (1861–1916); Villenbau mit seitlichen neunachsigen Kolonnaden, die mit einem Pavillon abschließen, ursprünglich Teil von Schloss Albrechtsberg. | 09211477                 |
| Weitere Bilder | Villa Souchay                                                | Loschwitz, Bautzner Straße 134 (urspr. Dresdner Str. 22) (Karte)          | 1859–1861                               | Einzeldenkmal der Sachgesamtheit Villa Souchay oder Schloss Eckberg. Schlossgebäude architektonisch herausragend; Dreiflügelanlage als Stallgebäude und Remisengebäude; Hauptbau aus asymmetrischem Baukörper von zwei bis drei Geschossen, mit drei schlanken Türmen, als mittelalterlich-englische Burg konzipiert, gestalterisch einzigartiges Anwesen. Anlage baugeschichtlich, künstlerisch, landschaftsgestaltend und städtebaulich bedeutend. Architekt: Christian Friedrich Arnold (1823–1890). | 09211478                 |
| Weitere Bilder | Dinglingers Weinberg                                         | Loschwitz, Schevenstraße 59 (Karte)                                       | 1643 (Winzerhaus), 1708/1715 (Landhaus) | Landhaus Dinglingers Weinberg, Barockgarten, Pavillon sowie Einfriedung und gesamter Weinberg; Landhaus, Barockgarten, Pavillon, Kegelbahn, mit Steinplatten belegte Freifläche, Plastiken, Reste der Treppenanlagen, Belvedere, Stützmauern, Toranlage, Einfriedung und gesamter Weinberg; einzigartiges Loschwitzer Anwesen, baugeschichtlich und personengeschichtlich, künstlerisch, städtebaulich und landschaftsgestalterisch bedeutend. | 09211141                 |
| Weitere Bilder | Landhaus                                                     | Loschwitz, Körnerweg 22 (Karte)                                           | 1870–1871                               | Landhaus (urspr. Villa New York) mit Nebengebäude und Sandsteinterrassierung – als sichtbarer Teil des Loschwitzer Elbhanges städtebaulich und landschaftsgestaltend von Belang. | 09215760                 |
| Weitere Bilder | Villa                                                        | Loschwitz, Körnerweg 18 (Karte)                                           | 1889                                    | Villa mit Stützmauer, Pavillon und Gartenhaus – repräsentativer historisierender Wohnbau, belebt von zwei Ziergiebeln und seitlichem Turmanbau, Teil der bedeutsamen Ortsansicht von Loschwitz, Anwesen baugeschichtlich, künstlerisch und städtebaulich bedeutend. Architekten: Schilling & Graebner. | 09211139                 |
| Weitere Bilder | Villa Elbblick                                               | Loschwitz, Körnerweg 16 (Karte)                                           | um 1865                                 | Villa Elbblick (urspr. Villa Talfried) mit Terrassierung und Bismarckdenkmal im Garten; als sichtbarer Teil des Loschwitzer Elbhanges städtebaulich und landschaftsgestaltend von Belang. Wohnstätte des Bildhauers Bruno Fischer (1860–1932). | 09211138                 |
| Weitere Bilder | Villa                                                        | Loschwitz, Körnerweg 14 (Karte)                                           | 1863, 1907–1908                         | Villa – markanter Bau mit Zierfachwerk, weithin sichtbar, als einsehbarer Teil des Loschwitzer Elbhanges städtebaulich und landschaftsgestaltend von Belang, im Mai 2024 abgebrannt. | 09210400                 |
|                | Villa Charlotte                                              | Loschwitz, Körnerweg 10 (Karte)                                           | um 1865                                 | Villa Charlotte oder Preißlersche Villa des ehem. Besitzers des Weinbergs in Loschwitz, Körnerweg 10–16 (rechts im Bild) |                          |
| Weitere Bilder | Villa Montana                                                | Loschwitz, Schillerstraße 2b (Karte)                                      | 1908                                    | Villa mit Eingangsportal, Treppenanlage, Pavillon und Stützmauer; markantes Beispiel für die versachlichte Architektur nach 1900, dominiert von Mittelrisalit, Turmanbau und hohem, bewegtem Dach, baugeschichtlich und künstlerisch bedeutend, als markanter Teil des stadtentwicklungsgeschichtlich unverwechselbaren Elbhangs zudem städtebaulich und landschaftsgestalterisch von Belang. Architekt: Heino Otto (1869–1945). | 09211188                 |
| Weitere Bilder | Villa Orlando                                                | Loschwitz, Schillerstraße 4 (Karte)                                       | 1848–1853                               | Villengebäude mit Reststück des Gartens, Terrassen und Toranlage; als normannisches Kastell stilisierter Bau, eines der bemerkenswertesten Beispiele der Villenarchitektur des 19. Jahrhunderts in Dresden, baugeschichtlich, künstlerisch, landschaftsgestaltend und städtebaulich bedeutend. Architekt: Hugo Erhard (1810–1859). | 09211184                 |
| Weitere Bilder | Villa                                                        | Loschwitz, Schillerstraße 9 (Karte)                                       | Anfang 20. Jh.                          | Wohnhaus im Schweizerstil, mit Terrassenanlage und Einfriedung – einfacher Baukörper mit weit überstehendem flachen Satteldach, Backsteinverwendung im Giebelgeschoss, sonst einfach verputzt, baugeschichtlich, sowie als Teil des Loschwitzer Elbhangs städtebaulich und landschaftsgestaltend bedeutend. Architekt: Emil Wägner (1853–1927). | 09211130                 |
| Weitere Bilder | Villa mit Terrassenanlage                                    | Loschwitz, Schillerstraße 11 (Karte)                                      | um 1880                                 | Villa mit Einfriedung, Terrassenanlage, als Teil des unverwechselbaren Loschwitzer Elbhangs städtebaulich und landschaftsgestaltend von Bedeutung. | 09211131                 |
| Weitere Bilder | Villa                                                        | Loschwitz, Schillerstraße 13 (Karte)                                      | um 1885                                 | Villa mit Terrassenanlage und Einfriedung – Gebäude im historisierenden Stil der 2. Hälfte des 19. Jahrhunderts erbaut, baugeschichtlich von Bedeutung, als markanter Teil des stadtentwicklungsgeschichtlich unverwechselbaren Elbhangs zudem städtebaulich und landschaftsgestalterisch von Belang. | 09211189                 |
| Weitere Bilder | Villa                                                        | Loschwitz, Schillerstraße 15 (Karte)                                      | 1918–1921                               | Villa mit Einfriedung – charakteristisches Loschwitzer Anwesen, sachlich und traditionell gestaltet, Seite zur Elbe durch Balkone und halbrunden Vorbau aufgelockert, rückwärtige Eingangsseite repräsentativ, zwei aufwendige Stützmaueranlagen und Treppen, Anlage baugeschichtlich und städtebaulich sowie in Teilen auch künstlerisch von Belang. Villa (von 1859/60) als privates Wohnhaus des Architekten und Bauunternehmers Theodor Lehnert, mit späteren Um- und Erweiterungsbauten. | 09300839                 |
| Weitere Bilder | Villa mit Terrassenanlage                                    | Loschwitz, Schillerstraße 17 (Karte)                                      | 2. Hälfte 19. Jh.                       | Villa mit Terrassenanlage und Einfriedung, historisierender Bau der zweiten Hälfte des 19. Jahrhunderts mit Schweifgiebeln und rückwärtigen Turmanbauten, Treppenhaus mit originaler Ausstattung, Teil des unverwechselbaren Loschwitzer Elbhangs, baugeschichtlich, landschaftsgestaltend und städtebaulich von Bedeutung, wohl auch künstlerisch von Belang. Architekt: Theodor Lehnert, errichtet im Neorenaissancestil der Semper-Nicolai-Schule für die Familie von Ehrenstein. | 09211190                 |
| Weitere Bilder | Villa Mont Pleasant                                          | Loschwitz, Schillerstraße 19 (Karte)                                      | um 1860                                 | Villa mit Turmanbau, Garten, Terrassenanlage, Einfriedung und Toranlage; eines der großzügigsten Anwesen von Loschwitz, historisierender Bau aus der 2. Hälfte des 19. Jahrhunderts, baugeschichtlich, gartenkünstlerisch, städtebaulich und landschaftsgestalterisch bedeutend. | 09211191                 |
| Weitere Bilder | Villa Alexa                                                  | Loschwitz, Schillerstraße 21c (Karte)                                     | 1902                                    | Villa mit Terrassenanlage; aufwendiger Bau des Historismus Ende des 19. Jahrhunderts mit Turmanbau, Zierfachwerk usw., repräsentativer Landsitz am Loschwitzer Elbhang, baugeschichtlich, künstlerisch, städtebaulich und landschaftsgestaltend bedeutend. Jugendstil-Villa Alexa, erbaut vom Baumeister Alwin Würdig (1853–1930). | 09211136                 |
| Weitere Bilder | Villa                                                        | Loschwitz, Schillerstraße 27 (Karte)                                      | 2. Hälfte 19. Jh.                       | Villa am Elbhang, mit Atelier und Einfriedung – Wohnstätte des Malers Hermann Prell (1854–1922) und des Bildhauers Walter Arnold (1909–1979), jetzt Arnold-Archiv, vor allem personengeschichtlich von Bedeutung. | 09211165                 |
| Weitere Bilder | Mietvilla                                                    | Loschwitz, Schillerstraße 29 (Karte)                                      | 2. Hälfte 19. Jh.                       | Mietvilla mit Einfriedung als charakteristischer historisierender Bau der 2. Hälfte des 19. Jahrhunderts und Teil des unverwechselbaren Loschwitzer Elbhangs baugeschichtlich, landschaftsgestaltend und städtebaulich von Bedeutung. | 09211166                 |
| Weitere Bilder | Knoopsche Villa                                              | Loschwitz, Schillerstraße 31 (Karte)                                      | um 1890                                 | Knoopsche Villa (auch Villa Bimini), mit umgebender Terrasse, hölzerner Einfriedung, mit Treppen an der Westseite und Ostseite; zweigeschossiges Villengebäude in Anlehnung an Schweizerhausstil errichtet, im Innern Großteil der ursprünglichen Ausstattung erhalten, Anwesen baugeschichtlich, künstlerisch und stadtentwicklungsgeschichtlich bedeutend. Villa des Bankiers und Konsuls Wilhelm Knoop. | 09215763                 |
| Weitere Bilder | Villa Te Deum Laudamus                                       | Loschwitz, Schevenstraße 2 (Karte)                                        | 1884                                    | Mietvilla; historisierender Wohnbau des ausgehenden 19. Jahrhunderts mit seitlichen Balkonen, Eckquaderung und bescheidenem Schmuck, baugeschichtlich und städtebaulich bedeutend. Architekt: Bruno Anders. | 09211164                 |
| Weitere Bilder | Villa Mühlberg                                               | Loschwitz, Schevenstraße 3b (Karte)                                       | 1899                                    | Turmvilla mit Torhaus, Garten und Einfriedung, bemerkenswerter, weithin sichtbarer Wohnbau des Historismus, von bekröntem Turm dominiert, zudem Anbauten, Giebel und reicher Schmuck, vor allem gotisierend, baugeschichtlich, künstlerisch, städtebaulich und landschaftsgestalterisch bedeutend. Architekt: Bruno Seitler (1851–1925). | 09211161                 |
|                | Villa                                                        | Loschwitz, Schevenstraße 4 (Karte)                                        | 1895–1896                               | Villa Elbfreude – beeindruckender und repräsentativer Historismusbau mit vielfältigen Fassadenelementen im Zeitgeschmack, mittlerweile etwas vereinfacht, baugeschichtlich und künstlerisch bedeutend, als Teil des Loschwitzer Elbhang zudem städtebaulich bedeutend. Architekt: Bruno Seitler. Wohnstätte des Malers Otto Schubert (1892–1970). | 09211163                 |
| Weitere Bilder | Villa                                                        | Loschwitz, Schevenstraße 5 (Karte)                                        | 1900                                    | Villa Wartburg mit Turmanbau, Zierfachwerk, Schweifgiebeln, Portal usw. aufwendig gestalteter historisierender Bau um 1900 mit gestalterischem Anspruch, baugeschichtlich und künstlerisch bedeutend, als markanter Teil des stadtentwicklungsgeschichtlich unverwechselbaren Elbhangs städtebaulich und zugleich landschaftsgestalterisch von Belang. Architekt: Paul Winkler (1864–1938). | 09211162                 |
| Weitere Bilder | Haus des Schulmeisters                                       | Loschwitz, Schevenstraße 6b (Karte)                                       | 1900                                    | Landhaus mit Toranlage; markanter Bau mit Zierfachwerk in den Giebeln, Erker usw., Beispiel des Heimatstils bzw. der Reformarchitektur nach 1900, baugeschichtlich bedeutend, zudem als Schulmeisterhaus ortsgeschichtlich und personengeschichtlich von Wert. Architekt: Oskar Menzel (1873–1958) und Rudolf Kolbe (1873–1947). Ab 1936 im Besitz des Mathematikers Erich Trefftz (1888–1937), Professor an der TH Dresden. | 09218123                 |
|                | Villa mit Einfriedung                                        | Loschwitz, Schevenstraße 7 (Karte)                                        | 1871–1873                               | markanter Bau der Semper-Nicolai-Schule, welche gekennzeichnet war durch eine symmetrische Gliederung, häufig die Betonung der Mitte und Schmuckelemente der italienischen Renaissance, Wohnstätte des bedeutenden Malers Ferdinand Dorsch (1875–1938), baugeschichtlich und personengeschichtlich sowie künstlerisch wertvoll. | 09211160                 |
| Weitere Bilder | Villa                                                        | Loschwitz, Schevenstraße 8 (Karte)                                        | 1895                                    | Villa mit Anbau aus den 1930er Jahren, terrassenartigem Garten, Toreinfahrt und Einfriedung; charakteristisches Anwesen um 1900, vor allem baugeschichtlich bedeutend. | 09218261                 |
| Weitere Bilder | Villa Rosenhof                                               | Loschwitz, Schevenstraße 11 (Karte)                                       | 1885/86                                 | Villa Rosenhof (urspr. Villa Solitude), ehem. Weinbergsgrundstück, ab 1753 im Besitz der Familie Güntz, ab 1838 Erbengemeinschaft der drei Brüder: Justus Friedrich Güntz (1801–1875), Felix Ludwig Güntz (1812–1856) und Emil Christian Güntz (1807–1877), 1848 Bau der „Villa Solitude“. Neubau der „Villa Rosenhof“ 1886, Architekt: Oskar Kaiser (1838–1914), erbaut im Neorenaissancestil für Rosa Freifrau von Hausen (1858–1888) und Hauptmann Clemens Freiherr von Hausen (1853–1907). Ab 1935 im Besitz von Marie-Elisabeth Hoch, geb. von Hausen (1896–1988). Wegen fehlender Gelder zum Unterhalt der Villa, 1978 an die Stadt Dresden übergeben. 1995 Restituierung des Grundstücks an die Erben. | 09211159                 |
| Weitere Bilder | Villa Roßkothen                                              | Loschwitz, Schevenstraße 17 (Karte)                                       | 1910–1912                               | Haus Roßkothen. Villa mit Gärtnerhaus und hangseitiger Terrassen- und Treppenanlage; Villenbau mit Giebeldreieck zur Elbe, städtebaulich, landschaftsgestalterisch, baugeschichtlich und künstlerisch bedeutend. Umbau zum Herrenhaus durch die Architekten Lossow & Kühne. Besitzer: ab 1909 Kommerzienrat Ferdinand Roßkothen (1845–1923), ab 1940 Ernst Karl Müller, Inhaber der „Aurelia Zigarettenfabrik“, von 1986 bis 2003 Sitz des Dresdner Zentrum für zeitgenössische Musik, gegr. 1986 vom Komponisten Udo Zimmermann (1943–2021). | 09211158                 |
|                | Villa                                                        | Loschwitz, Schevenstraße 21 (Karte)                                       | 1877                                    | als historistischer Bau, auch mit Anklängen des Schweizerhausstils, zum Beispiel weiten Dachüberständen, baugeschichtlich bedeutend, als Teil des stadtentwicklungsgeschichtlich unverwechselbaren Elbhangs auch städtebaulich und zugleich landschaftsgestalterisch von Belang. | 09211156                 |
| Weitere Bilder | Villa Grüß Gott                                              | Loschwitz, Schevenstraße 22 (Karte)                                       | 1904                                    | Villa mit Einfriedung – anspruchsvolle Gestaltung der Fassade mit Zierfachwerk, Segmentbögen, Turmanbau, Schmuckgiebel und Sgraffito, Beispiel für das Fortdauern historistischer Formen auch nach 1900, baugeschichtlich und künstlerisch von Bedeutung, sowie als Teil der Bebauung des Loschwitzer Elbhangs auch stadtentwicklungsgeschichtlich bedeutend. Architekt: Alwin Wenzel. | 09211153                 |
|                | Mietvilla                                                    | Loschwitz, Schevenstraße 25 (Karte)                                       | 1844                                    | Villa Felicitas, als Teil der Bebauung des Loschwitzer Elbhangs stadtentwicklungsgeschichtlich bedeutend. | 09215756                 |
|                | Villa                                                        | Loschwitz, Schevenstraße 27 (Karte)                                       | um 1870                                 | Villa mit Einfriedung; als Teil des Loschwitzer Elbhangs städtebaulich und landschaftsgestaltend bedeutend. Ehem. Villa Marienhöhe des sächsischen Hofkürschners Saxe. | 09215755                 |
|                | Villa                                                        | Loschwitz, Schevenstraße 27b (Karte)                                      | 1936–1937                               | Villa mit eingeschossigem Vordergebäude (um 1800) – charakteristisches Anwesen der 1930er Jahre, dabei bewusst einen älteren Bau einbeziehend, zeittypisch und gestalterisch qualitätvoll, baugeschichtlich und künstlerisch bedeutend und im Zusammenhang mit Elbhangbebauung städtebaulich und landschaftsgestaltend von Wert. | 09215757                 |
|                | Mietvilla                                                    | Loschwitz, Schevenstraße 29 (Karte)                                       | 1885                                    | Mietvilla mit Einfriedung sowie Garten – Kierdorfsche Villa, auf Grund des Interieurs baugeschichtlich und künstlerisch bedeutend, von exemplarischem Wert für die Innenarchitektur eines gründerzeitlichen Villengebäudes, dabei einige Ausstattungselemente sogar singulär. Von 1949 bis 1974 Wohnsitz des Malers und Zeichners Ernst Hassebrauk (1905–1974), jetzt Hassebrauk-Archiv. | 09219002                 |
|                | Villa                                                        | Loschwitz, Schevenstraße 31 (Karte)                                       | Ende 19. Jh.                            | Villa mit Garten und Einfriedung, Wohngebäude; markanter barockisierender Bau mit gestalterisch hervorgehobener Eingangsachse, Mansardendach und Dachreiter, gesamte Anwesen baugeschichtlich, künstlerisch und stadtentwicklungsgeschichtlich bedeutend, dabei einer der markantesten Landsitze am Elbhang, in seiner Form singulär. | 09211155                 |
|                | Villa mit Einfriedung                                        | Loschwitz, Schädestraße 2 (Karte)                                         | 1913                                    | Villa mit Einfriedung; als Beispiel der gehobenen Wohnkultur Anfang des 20. Jahrhunderts, zeigt vereinfachte neoklassizistische und barockisierende Elemente, vor allem baugeschichtlich bedeutend, als Teil von Loschwitz stadtentwicklungsgeschichtlich von Belang. Architekturbüro: Stephan & Möbius, das den Villenbau Dresdens zwischen Jahrhundertwende und Erstem Weltkrieg entscheidend mitprägte. Der Bau zeigt vereinfachte klassizistische und barockisierende Elemente, wie sie für die Zeit nach 1900 typisch waren. | 09218259                 |
|                | Villa mit Einfriedung                                        | Loschwitz, Schädestraße 5 (Karte)                                         | 1914 (Villa)                            | zurückhaltend, aber gestalterisch anspruchsvoll gestalteter Villenbau aus dem Anfang des 20. Jahrhunderts zwischen Reformarchitektur und Heimatstil, belebt von zarter straßenseitiger Umrahmung der Obergeschossfenster, Klappläden, steinsichtigem Sockelgeschoss, Eckakzentuierung usw., im Innern Teile der Ausstattung aus der Entstehungszeit und aus den 1930er Jahren, baugeschichtlich bedeutend. | 09218402                 |
|                | Villa                                                        | Loschwitz, Tolstoistraße 9 (Karte)                                        | 1924–1925                               | Villa mit Einfriedung – im Zeitgeist der 1920er Jahre errichteter schlichter, aber gediegener Bau, architekturgeschichtlich von Bedeutung, als Teil des Loschwitzer Villen-Plateaus auch stadtentwicklungsgeschichtlich wertvoll. Darüber hinaus als Teil des Loschwitzer Villen-Plateaus auch stadtentwicklungsgeschichtlich bedeutend. Architekt: Carl Ernst Stephan (Architekturbüro Stephan & Möbius), errichtet für den Ministerialrat Hans Meier. | 09305938                 |
|                | Villa                                                        | Loschwitz, Tolstoistraße 2 (Karte)                                        | 1909–1910                               | Villa mit Einfriedung – markantes Beispiel für die versachlichte Architektur Anfang des 20. Jahrhunderts mit Motive des späten Jugendstils und Formvorstellungen der Heimatschutzbewegung, vor allem baugeschichtlich und künstlerisch bedeutend. | 09211150                 |
|                | Villa                                                        | Loschwitz, Tolstoistraße 4 (Karte)                                        | um 1910                                 | Villa mit Einfriedung – klassischer Bau der Reformarchitektur nach 1900 mit hohem, markantem Dach (Mansardengiebeldach) und sparsam eingesetzten Schmuckelementen und Gliederungselementen insbesondere des Neoklassizismus zur Auflockerung der Fassade, gestalterisch stimmig und anspruchsvoll, baugeschichtlich und künstlerisch bedeutend. | 09211151                 |
| Weitere Bilder | Villa                                                        | Loschwitz, Tolstoistraße 6 (Karte)                                        | 1912                                    | Villa mit Einfriedung – typisches, wohlproportioniertes Gebäude der Reformbauarchitektur nach 1900, mit sparsam und akzentuierend eingesetzten Schmuckelementen und Gliederungselementen, gestalterisch hervorgehobenen der Altan an der Straßenseite, gestalterisch stimmig und anspruchsvoll, baugeschichtlich und künstlerisch bedeutend. Architekturbüro Stephan & Möbius. | 09211152                 |
|                | Villa                                                        | Loschwitz, Marie-Simon-Straße 4 (Karte)                                   | 1909–1910                               | Villa mit Garten und Einfriedung – charakteristischer Bau der versachlichten Architektur nach 1900, baugeschichtlich von Wert, zudem im Zusammenhang mit Loschwitz stadtentwicklungsgeschichtlich und städtebaulich bedeutend. | 09217789                 |
|                | Villa                                                        | Loschwitz, Marie-Simon-Straße 6 (Karte)                                   | 1912                                    | Villa mit Einfriedung – markanter Bau der versachlichten Architektur nach 1900, baugeschichtlich von Wert, zudem im Zusammenhang mit Loschwitz stadtentwicklungsgeschichtlich und städtebaulich bedeutend, möglicherweise auch künstlerisch von Belang, | 09217788                 |
|                | Mietvilla                                                    | Loschwitz, Wunderlichstraße 3 (Karte)                                     | Anfang 20. Jh.                          | charakteristisches Beispiel der Reformarchitektur nach 1900 mit markantem, beinahe schmucklosem Baukubus, Abschluss durch hohes Krüppelwalmdach, Belebung mittels Fachwerkgiebel, vor allem baugeschichtlich bedeutend. | 09211144                 |
|                | Villa Vogelnestchen                                          | Loschwitz, Dostojewskistraße 6 (Karte)                                    | 1898–1899                               | Villa mit Einfriedung – späthistoristischer Bau, schon versachlicht wirkend, als Teil von Loschwitz stadtentwicklungsgeschichtlich bedeutend. Architekt Georg Aster (1849–1917). | 09218241                 |
|                | Villa                                                        | Loschwitz, Dostojewskistraße 7 (Karte)                                    | 1900                                    | Villa mit Einfriedung, errichtet für Konsul Wilhelm Knoop, gestalterisch bemerkenswerter Bau um 1900 in Anlehnung an die etwa zeitgleich entstandenen Häuser des bekannten Architekten Hermann Muthesius (1861–1927), zudem Teil des bemerkenswerten Stadtteils Loschwitz, baugeschichtlich, künstlerisch und stadtentwicklungsgeschichtlich bedeutend. Architekt: Emil Wägner (1853-1927). | 09211149                 |
| Weitere Bilder | Villa Jutta                                                  | Loschwitz, Dostojewskistraße 8 (Karte)                                    | um 1901                                 | Villa mit Torbogen und Einfriedung; bedeutsamer Jugendstilbau, dominiert von Fachwerkgiebel und Turmaufbau, mit reichem Zierrat original erhalten, vor allem baugeschichtlich und künstlerisch bedeutend. Architekt: Theodor Richter. | 09211147                 |
| Weitere Bilder | Villa                                                        | Loschwitz, Dostojewskistraße 10 (Karte)                                   | um 1901                                 | Villa mit Torbogen und Einfriedung – bedeutsamer Jugendstilbau, dominiert von Zierfachwerk und Turmaufbau, mit reichem Zierrat original erhalten, vor allem baugeschichtlich und künstlerisch bedeutend. Architekt: Theodor Richter. | 09211148                 |
| Weitere Bilder | Villa Hetzer                                                 | Loschwitz, Schillerstraße 39 (Karte)                                      | 1905                                    | Villa Hetzer (auch Villa Hohenlinden), mit Remisengebäude, Gärtnerhaus, Garten mit Gartenpavillons, Treppenanlage mit Terrasse und Einfriedung; weitgehend ursprünglich erhaltenes in seiner heutigen Form neobarockes Anwesen mit allen wesentlichen Elementen von architektonischer, künstlerischer und gartengestalterischer Bedeutung. Architekt: Georg Heinsius von Mayenburg. | 09211145                 |
| Weitere Bilder | Landhaus Wunderlich                                          | Loschwitz, Schillerstraße 41 (Karte)                                      | um 1910                                 | Villa; markantes Beispiel der versachlichten Architektur nach 1900, mit hohem, weithin sichtbarem Dach und wenigem, aber akzentuierendem Bauschmuck, baugeschichtlich und künstlerisch bedeutend. Architekt: Georg Heinsius von Mayenburg. | 09215758                 |
| Weitere Bilder | Villa Tiberius                                               | Loschwitz, Hermann-Prell-Straße 5 (Karte)                                 | 1906                                    | Villa Tiberius (urspr. Villa Waldwinkel). Villa mit Ausstattung und Stützmauer; repräsentativer, weithin sichtbarer Bau mit Zweiturmfront, historisierende Gestaltung mit Jugendstilelementen, beeinflusst von italienischen Landhäusern, innen teilweise recht aufwendige Ausstattung mit Ausmalung und Farbglasfenstern, baugeschichtlich, künstlerisch und städtebaulich bedeutend. Architekt: Karl Weichardt (1846–1906). | 09211169                 |
| Weitere Bilder | Villa Schau ins Land                                         | Loschwitz, Hermann-Prell-Straße 7-9 (Karte)                               | 1902                                    | Villa mit markanter Eingangshalle und niedriger Stützmauer; repräsentativer Bau mit Turm und Schweifgiebel, belebt von Zierfachwerk und Jugendstildekor, Beispiel der Architektur kurz nach 1900, vor allem baugeschichtlich bedeutend. Architekt: Theodor Richter (1860–um 1945). | 09211170                 |
| Weitere Bilder | Villa Meßmacher                                              | Loschwitz, Hermann-Prell-Straße 8 (Karte)                                 | 1908                                    | Villa; dreigeschossiger Bau über unregelmäßigem Grundriss mit vielgestaltiger Dachlandschaft, Fachwerkzier und Zwiebelturm, gestalterisch bemerkenswert, baugeschichtlich und künstlerisch von Bedeutung, als von weitem sichtbarer Bau des Loschwitzer Elbhangs zudem städtebaulich bedeutend. Architekt: Georg Schramm (1848–1925), erbaut für den Staatsrat von Maximilian von Messmacher (1842–1906). | 09211171                 |
| Weitere Bilder | Villa Thorwald                                               | Loschwitz, Schillerstraße 12 (Karte)                                      | 1851–1852                               | Villa mit Terrasse, Nebengebäude, Torhaus und Gärtnerwohnhaus, Gartentempel oder Lusttempel (künstliche Ruine oder ruinös), Treppenanlagen, großem Wasserbassin, Garten, plastischer Ausschmückung, Stützmauern und Einfriedung; Villa zweigeschossig mit fünf Achsen, Turm und Veranda, einzigartiges italienisierendes Villenanwesen, bemerkenswerte Ausstattung, baugeschichtlich und künstlerisch sowie landschaftsgestalterisch bedeutend. Von Theodor Lehnert (1828–1910) für Joseph Herrmann (1800–1869) errichtet, benannt nach dem dänischen Bildhauer Bertel Thorwaldsen (1770–1844). | 09211173                 |
| Weitere Bilder | Villa mit Gartenanlage                                       | Loschwitz, Leonhardistraße 1 (Karte)                                      | 1857                                    | Palais (von 1857) – Villa und Gartenanlage mit Plastiken und Weinkeller; bedeutsames Loschwitzer Anwesen, baugeschichtlich, künstlerisch und städtebaulich bedeutend, jetzt Villa „Thorwald Residenz“. | 09211174                 |
| Weitere Bilder | Villa Thode                                                  | Loschwitz, Leonhardistraße 3 (Karte)                                      | 1852                                    | Villa mit Stützmauern und Treppenanlage – repräsentativer, dreigeschossiger Bau auf Sockel mit kräftiger Putzquaderung, bemerkenswerter Fassade im Stil der Tudorgotik, baugeschichtlich, künstlerisch und städtebaulich bedeutend. Besitzer ab 1860: Friedrich Edmund Thode (1820–1879), Inhaber der „Thode’schen Papierfabrik zu Hainsberg“. | 09211175                 |
|                | Villa                                                        | Loschwitz, Leonhardistraße 9 (Karte)                                      | 1905–1906                               | Villa mit Gartenhaus, Gartenanlage, Terrassen und Pforte in der Stützmauer unmittelbar an der Leonhardistraße, Beispiel der Reformarchitektur zu Beginn des 20. Jahrhunderts baugeschichtlich und auch künstlerisch von Bedeutung, als Teil des einsehbaren Loschwitzer Elbhangs auch städtebaulich von Belang. Architekt: Georg Heinsius von Mayenburg (1870–1930). | 09211181                 |
| Weitere Bilder | Villa                                                        | Loschwitz, Leonhardistraße 20 (Karte)                                     | 1905–1906                               | Landhaus mit seinem Zierfachwerk, verbretterten Giebeln und weit ausladendem Dach, ein Beispiel des um 1900 verbreiteten Heimatstils/Historismus, vor allem baugeschichtlich von Bedeutung. Umbau durch Baumeister Karl Reichpietsch für Familie Hagen, Wohnsitz des Hofkapellmeisters Adolf Hagen (1851–1926). | 09211325                 |
|                | Villa                                                        | Loschwitz, Weinleite 2 (Karte)                                            | 1872–1873                               | Villa – charakteristischer historisierender Bau aus der 2. Hälfte des 19. Jahrhunderts, baugeschichtlich bedeutend sowie als sichtbarer Teil des Loschwitzer Elbhanges auch städtebaulich von Belang, ehem. Sitz des Munzinger-Archivs. | 09211182                 |
|                | Villa                                                        | Loschwitz, Plattleite 1b (Karte)                                          | 2. Hälfte 19. Jh.                       | Villa, im Laufe der Zeit veränderter historisierender Bau, Wohnstätte von Oskar Zwintscher, personengeschichtlich von Bedeutung, zudem städtebaulich von Belang im Zusammenhang mit dem Elbhang. | 09211186                 |
|                | Villa                                                        | Loschwitz, Plattleite 5 (Karte)                                           | 1909–1911                               | Villa mit Terrasse, Stützmauer und Einfriedung – gestalterisch aufwendiger, vor allem neobarocker Bau um 1900, bemerkenswert auch die ihm vorgelagerte Terrasse, baugeschichtlich und künstlerisch bedeutend, als Teil von Loschwitz auch stadtentwicklungsgeschichtlich von Belang. | 09211178                 |
|                | Villa                                                        | Loschwitz, Plattleite 6 (Karte)                                           | um 1875                                 | Villa, charakteristischer historistischer Bau mit neoklassizistischen Elementen und quadratischem Turmaufsatz, baugeschichtlich und personengeschichtlich bedeutend. Wohnstätte des Malers und Illustrators Hermann Vogel (1854–1921). | 09211185                 |
|                | Villa                                                        | Loschwitz, Plattleite 9 (Karte)                                           | 1914                                    | Villa mit Eingangspavillon und großzügiger Gartenanlage; mit seiner versachlichten und dennoch anspruchsvollen Gestaltung, die von wenigen Schmuckelementen und Gliederungselementen belebt wird typisches Beispiel der nach 1900 vorherrschenden Reformbaukunst, baugeschichtlich und künstlerisch bedeutend. | 09211180                 |
|                | Villa Bergfrieden                                            | Loschwitz, Plattleite 11 (Karte)                                          | 1892                                    | Villa mit Stützmauer und Einfriedung; charakteristischer historisierender Bau aus dem späten 19. Jahrhundert mit bewegter Kubatur, Klinker-Putz-Fassade, zahlreichen Anbauten und Aufbauten, baugeschichtlich bedeutend, als Teil von Loschwitz auch stadtentwicklungsgeschichtlich von Belang. | 09211179                 |
|                | Villa                                                        | Loschwitz, Plattleite 14 (Karte)                                          | 1890–1891                               | Villa mit Einfriedung – Bau mit weiten Dachüberständen, Galerien, Balkonen und Holzzier markantes Beispiel des Schweizerhausstils in Dresden mit Seltenheitswert, baugeschichtlich und künstlerisch bedeutend, als Teil einer wichtigen Ansicht von Loschwitz auch städtebaulich von Belang. | 09211183                 |
|                | Villa                                                        | Loschwitz, Plattleite 18; 18a (Karte)                                     | 1869                                    | Villa mit Verbindungsgang und Anbau – charakteristisches spätklassizistisches Gebäude, Mittelteil durch Dreiecksgiebel, Balkon und Nutung im Erdgeschoss hervorgehoben, der rückwärtige Anbau sicher jünger, Anwesen vor allem baugeschichtlich bedeutend. | 09211177                 |
| Weitere Bilder | Villa Halske                                                 | Loschwitz, Oskar-Zwintscher-Straße 3 (Karte)                              | 1899–1901                               | Villa mit Einfriedung; anschauliches Beispiel für einen versachlichten historisierenden Bau mit vergleichsweise wenig Bauschmuck vom Ende des 19. Jahrhunderts, mit regionalen gestalterischen Bezügen auch als Heimatstil bezeichnet, hier mit Zierfachwerk, verbretterten Veranda-Anbau und wenig Schmuckelementen, auffällig die Farbglasfenster im Treppenhaus, vor allem baugeschichtlich und als Teil von Loschwitz auch stadtentwicklungsgeschichtlich von Belang. | 09211328                 |
| Weitere Bilder | Villa Meißner                                                | Loschwitz, Zeppelinstraße 7 (Karte)                                       | 1912                                    | Villa Meißner (auch Villa Ardenne). Villa mit Terrassenanlage; repräsentatives Anwesen im Stil der Reformarchitektur mit neobarocken Stilelementen, schlichte Fassadengestaltung, markant ist die Dachgestaltung mit Rundgiebeln, kleinen Dachfenstern und Aussichtsplattform, baugeschichtlich und künstlerisch von Bedeutung. Errichtet vom Architekturbüro Lossow & Kühne für den Fabrikbesitzer Georg Meißner (1854–1920), ab 1960 im Besitz von Manfred von Ardenne (1907–1997). | 09211324                 |
|                | Villa                                                        | Loschwitz, Plattleite 24 (Karte)                                          | 1907–1908                               | Villa mit Pforte und Teilen der originalen Einfriedung – markantes Gebäude der Reformarchitektur nach 1900, versachlicht, traditionell, Baukörper lebt durch Wechsel verschiedener heimischer Materialien und bewegte Kubatur, weniger durch Schmuck, baugeschichtlich und künstlerisch bedeutend. | 09211335                 |
| Weitere Bilder | Mietvilla                                                    | Loschwitz, Plattleite 25 (Karte)                                          | um 1900                                 | Mietvilla mit Einfriedung – anschauliches Beispiel für einen schon leicht versachlichten historisierenden Bau mit vergleichsweise wenig Bauschmuck aus dem Ende des 19. Jahrhunderts, mit regionalen gestalterischen Bezügen auch als Heimatstil bezeichnet, von Zierfachwerk, Eck-Quaderungen und auffälliger Veranda belebt, baugeschichtlich bedeutend. | 09211346                 |
| Weitere Bilder | Villa Marie                                                  | Loschwitz, Bergbahnstraße 1 (Karte)                                       | um 1875                                 | Villa mit Einfriedung; markanter rückwärtiger Turmanbau, Farbglasfenster, charakteristischer und gestalterisch anspruchsvoller Loschwitzer Wohnbau aus der zweiten Hälfte des 19. Jahrhunderts, baugeschichtlich und stadtentwicklungsgeschichtlich sowie künstlerisch bedeutend. Erster Villenbau an der Bergbahnstraße, markantes zweigeschossiges Gebäude mit rückwärtigem Turmanbau, der an italienische Landhäuser dieser Zeit erinnert. | 09211329                 |
|                | Landhaus Schuster                                            | Loschwitz, Bergbahnstraße 2 (Karte)                                       | 1893–1894                               | Villa mit Laube, Substruktion und Einfriedung; markanter Wohnbau aus dem Ende des 19. Jahrhunderts mit historisierenden Elementen wie dem seitlichen Erker mit Turmspitz und den Fensterbögen am Vorbau, baugeschichtlich von Bedeutung, als Teil des Loschwitzer Elbhanges zudem städtebaulich von Belang. | 09211330                 |
|                | Mietvilla mit Einfriedung                                    | Loschwitz, Bergbahnstraße 5 (Karte)                                       | bezeichnet 1893                         | typischer historisierender Bau aus der zweiten Hälfte des 19. Jahrhunderts, offenbar etwas vereinfacht, baugeschichtlich bedeutend, zudem als relativ repräsentatives Wohnhaus von Oberloschwitz stadtentwicklungsgeschichtlich von Belang. | 09211331                 |
|                | Villa Ancke                                                  | Loschwitz, Bergbahnstraße 6 (Karte)                                       | um 1910                                 | Villa mit Gartengestaltung und Einfriedung; schlichter, strenger, versachlichter Bau nach 1900 und im Zeitgeschmack mit wenigem, aber akzentuiertem Fassadenschmuck, südlicher Teil mit Loggien, Balkonen und Treppenanlage aufgelockert, baugeschichtlich von Bedeutung, als Teil des Loschwitzer Elbhanges zudem städtebaulich von Belang. | 09211327                 |
| Weitere Bilder | Luisenhof                                                    | Loschwitz, Bergbahnstraße 8 (Karte)                                       | 1895                                    | Berggasthaus mit Turmanbau und Veranda; mehrfach umgebaut, eine der bekanntesten Lokalitäten des Ortes, als Balkon von Dresden bezeichnet, ortsgeschichtlich bedeutend, mit seiner Baumasse und als einsehbarer Teil des Loschwitzer Elbhangs auch städtebaulich von Belang. Architekt: Richard Friedrich Reuter (1861–1942). | 09211333                 |
| Weitere Bilder | Villa San Remo                                               | Loschwitz, Bergbahnstraße 12 (Karte)                                      | 1897–1898                               | Villa mit Treppenanlage, Terrasse und Teilen der Einfriedung; repräsentatives Gebäude mit Turmanbau, innen bemerkenswerte Hallendiele, sehr repräsentatives und markantes Gebäude an steiler Hanglage, mit seitlichem Turmanbau und vielen historisierenden Elementen, vor allem aus der Deutschen Renaissance, dem Späthistorismus um 1900 zuzuordnen, bau- und städtebauliche Bedeutung, auch künstlerisch von Belang. Bewohner war u. a. Charles A. Noble (1892–1983). | 09211334                 |
| Weitere Bilder | Villa                                                        | Loschwitz, Johannesweg 4 (Karte)                                          | 1900                                    | Villa Friedenseckchen einschl. Pforte, Stützmauer und terrassiertem Garten; mit Zierfachwerk, weiten Dachüberstände und Galerien charakteristischer Bau seiner Zeit vor allem im Schweizerhausstil, baugeschichtlich bedeutend. | 09211357                 |
|                | Villa Alpenrose                                              | Loschwitz, Johannesweg 5 (Karte)                                          | 1894                                    | Landhaus/Villa, Stützmauern und kapellenartiger Pfortenbau; nach wie vor charakteristischer und malerischer Bau im Schweizerhausstil mit weiten Dachüberständen, Galerie und Balkonen, vor allem baugeschichtlich bedeutend, errichtet nach Entwurf des Architekturbüros Reuter & Fischer. | 09211356                 |
|                | Villa                                                        | Loschwitz, Veilchenweg 3 (Karte)                                          | Ende 19. Jh.                            | Turmvilla mit Einfriedung; dem Schweizerhausstil angelehnter Bau im damaligen Zeitgeschmack, einfach gehaltene Kubatur, auffällig ist die hölzerne Gestaltung des Zwerchgiebels, typischer Loschwitzer Wohnbau in offener Bebauung, stadtentwicklungsgeschichtlich bedeutend. | Wikidata-Objekt anzeigen |
| Weitere Bilder | Villa                                                        | Loschwitz, 1. Steinweg 17 (Karte)                                         | 1901–1904                               | Villa mit Gartenpavillon, terrassiertem Garten und Einfriedung sowie der auf der anderen Straßenseite gelegenen Garage; bemerkenswerter Bau, zwischen 1901 und 1904 nach dem Projekt des Architekten Georg Walter errichtet, mit Turmanbau und aufwendiger Fassadengestaltung zwischen Historismus und Jugendstil, im Innern fast vollständig erhaltene originale Ausstattung, Anwesen weithin sichtbar, baugeschichtlich, künstlerisch und städtebaulich bedeutend. | 09211227                 |
| Weitere Bilder | Villa                                                        | Loschwitz, 1. Steinweg 5 (Karte)                                          | 1899–1900                               | Villa mit Einfriedung und Torbogen, mit seinem Zierfachwerk und weiteren historisierenden Elementen typische Stilvilla des ausgehenden 19. Jahrhunderts, auffällig der zierliche, spitze Eckturm, baugeschichtlich bedeutend, als Teil des Loschwitzer Elbhanges zudem städtebaulich von Belang. | 09211228                 |
| Weitere Bilder | Villa Ural                                                   | Loschwitz, 2. Steinweg 1 (Karte)                                          | 1888                                    | Villa Ural (auch Villa Ronnthaler), errichtet für Ernst Ludwig Ronnthaler (1841–1910), markantes historisierendes Gebäude mit Turmaufbau und Veranda, Paradebeispiel einer Stilvilla aus dem späten 19. Jahrhundert, bemerkenswert der wehrhaft anmutende Unterbau. | 09211482                 |
| Weitere Bilder | Villa Abendsonne                                             | Loschwitz, Sierksstraße 6 (Karte)                                         | 1905–1906                               | Villa mit Gartenhaus und Einfriedung; Villengebäude als Beispiel für die Reformarchitektur nach 1900. Wohnstätte des Kreuzkantors Rudolf Mauersberger (1889–1971), Anwesen baugeschichtlich und personengeschichtlich von Bedeutung. | 09211230                 |
|                | Villa                                                        | Loschwitz, Sierksstraße 17 (Karte)                                        | 1924                                    | Villa mit Einfriedung – repräsentative und gestalterisch anspruchsvolle Fabrikantenvilla der bis in die 1920er Jahre nachwirkenden Reformarchitektur vor allem mit neoklassizistischen Gestaltungselementen (Dreiecksgiebel und Lisenen), dominant das hohe Mansardenwalmdach, der akzentuierende Schmuck vergleichsweise aufwendig, baugeschichtlich bedeutend und künstlerisch wertvoll. | 09211231                 |
| Weitere Bilder | Villa Alpenruhe                                              | Loschwitz, Alpenstraße 7 (Karte)                                          | 1892                                    | Villa; kastellartiger Bau, inmitten der Wendeschleife der Alpenstraße auf einer kreisrunden Erhöhung, Umbau 1908 durch Karl Reichpietsch, dabei gestalterisch markantes Beispiel der Reformarchitektur Anfang des 20. Jahrhunderts, mit gestalterisch außergewöhnlicher Fassadengestaltung, baugeschichtlich und städtebaulich bedeutend. | 09211208                 |
| Weitere Bilder | Villa Windhuk                                                | Loschwitz, Alpenstraße 14 (Karte)                                         | 1910                                    | Villa; markanter versachlichter Bau vom Anfang des 20. Jahrhunderts mit stilisierten historisierenden Gestaltungselementen, baugeschichtlich bedeutend. Nach einem Bauprojekt des Dresdener Architekturbüros Rose & Röhle errichtet für Otto Busch, geprägt durch Stiltendenzen des ausgehenden Historismus und der Reformarchitektur. | 09211223                 |
| Weitere Bilder | Villa Schwalbennest                                          | Loschwitz, Robert-Diez-Straße 11 (Karte)                                  | 1902/03                                 | Villa Schwalbennest (auch Landhaus Oskar Richter); mit seinem malerischen, nur von akzentuierenden Schmuckformen und Gliederungsformen belebten Baukörper charakteristisches Zeugnis zwischen Jugendstil und Reformbaukunst, baugeschichtlich und künstlerisch bedeutend, als markanter Teil des stadtentwicklungsgeschichtlich unverwechselbaren Elbhangs städtebaulich und zugleich landschaftsgestalterisch bedeutend. Architekt: Martin Pietzsch. | 09211260                 |
| Weitere Bilder | Villa Richter                                                | Loschwitz, Robert-Diez-Straße 9 (Karte)                                   | 1908                                    | Villa mit Garten; stattliches zweigeschossiges Villengebäude mit seitlichem Turmanbau, Fassade mit Ornamentik des späten Jugendstil, Ausstattung aus der Entstehungszeit, einzigartiger Garten mit Stützmauern und Treppen, baugeschichtlich und künstlerisch bedeutend. Architekt: Martin Pietzsch, errichtet für den Kunsthändler Emil Richter. | 09211259                 |
|                | Villa                                                        | Loschwitz, Robert-Diez-Straße 10 (Karte)                                  | 1903 (Villa)                            | Villa mit Einfriedung – bemerkenswertes Gebäude der Reformarchitektur nach 1900 mit einem schlichten und fast schmucklosen Baukörper der in einem hohen Dach kulminiert, baugeschichtlich und künstlerisch bedeutend. | 09211237                 |
|                | Villa                                                        | Loschwitz, Malerstraße 1 (Karte)                                          | 1902–1903                               | Villa mit Einfriedung – Fassade belebt von akzentuierten Elementen wie Zierfachwerk, dominanter seitlich angesetzter Turm, weitgehend ursprünglich erhalten, anschauliches Beispiel der Architektur um 1900 zwischen Historismus und Jugendstilmotiven, vor allem baugeschichtlich bedeutend. | 09211234                 |
|                | Villa                                                        | Loschwitz, Malerstraße 6 (Karte)                                          | 1900                                    | Villa mit Einfriedung in Ecklage – Beispiel der versachlichten Reformarchitektur nach 1900 insbesondere mit neobarocken Anklängen (Mansardendach mit geschweiftem Abschluss), vor allem baugeschichtlich bedeutend. | 09211256                 |
|                | Villa                                                        | Loschwitz, Malerstraße 10 (Karte)                                         | 1898                                    | anschauliches Beispiel für einen schon leicht versachlichten historisierenden Bau mit vergleichsweise wenig Bauschmuck, mit regionalen gestalterischen Bezügen auch als Heimatstil bezeichnet, seitlich angesetzter dominanter Turm, auffällige Veranda, baugeschichtlich bedeutend. | 09211236                 |
|                | Villa Schöne Aussicht                                        | Loschwitz, Malerstraße 14 (Karte)                                         | 1904–1905                               | Villa mit Einfriedung (sowie Garage an der Ludwig-Richter-Straße 1b) und offenem Gartenpavillon; repräsentativer Bau, mit Fassadengestaltung charakteristisches Beispiel der Architektur um 1900 zwischen Historismus und Versachlichung, Akzente durch hohe Giebel mit Zierfachwerk und seitlichen Eingangsbau. Zierfachwerk mit historistischer Reminiszenz an mittelalterliche Architektur, baugeschichtlich bedeutend, im Zusammenhang mit dem Loschwitzer Villenquartier auch stadtentwicklungsgeschichtlich von Belang. | 09211216                 |
|                | Villa                                                        | Loschwitz, Malerstraße 16 (Karte)                                         | 1903–1904                               | Villa mit Treppenanlage und Einfriedung – mit seiner versachlichten Gestaltung, nur von wenigen, zurückhaltenden Elementen belebt und durch die verwendeten Materialien Stein, Putz und Holz in Szene gesetzt, typisches Beispiel der Reformarchitektur nach 1900, vor allem baugeschichtlich bedeutend. | 09211200                 |
| Weitere Bilder | Villa Artushof                                               | Loschwitz, Malerstraße 18 (Karte)                                         | 1895–1896                               | Villa, Torturm, Torbogen, Garage oder Remise, Ziehbrunnen, Garten und Einfriedung; Villa von unregelmäßigem, malerischem Grundriss und Aufriss mit Turmanbau, im Inneren Ausmalung als Dekorationsmalerei, gestalterisch unverwechselbarer Bau seiner Zeit, baugeschichtlich und künstlerisch bedeutend. | 09211217                 |
|                | Villa                                                        | Loschwitz, Hermann-Vogel-Straße 2 (Karte)                                 | Mitte 19. Jh.                           | Villa mit Einfriedung; als Wohnstätte von Ludwig Richter und Wohnhaus des Malers Richard Müller vor allem personengeschichtlich bedeutend, äußerlich vom Umbau in vereinfachten Jugendstilformen geprägt, auch baugeschichtlich von Belang. | 09211252                 |
| Weitere Bilder | Villa                                                        | Loschwitz, Hermann-Vogel-Straße 4 (Karte)                                 | 1900–1901                               | Wohnhaus des Architekten Rudolf Kolbe – qualitätvoller, außen und innen weitgehend original erhaltener, typischer Bau seiner Zeit mit versachlichten Fassaden und akzentuierenden Gestaltungselementen, auffällig die malerischen Giebel, belebt von unterschiedlichen Fensterformen und Bekrönungen, sowie der Dachreiter, baugeschichtlich und künstlerisch bedeutend. | 09211254                 |
| Weitere Bilder | Villa Bergfrieden                                            | Loschwitz, Hermann-Vogel-Straße 8 (Karte)                                 | 1901–1902                               | Villa mit Einfriedung; mit fast schmuckloser Kubatur, die von einem hohen Krüppelwalmdach abgeschlossen wird. Typischer Wohnbau der Reformarchitektur nach 1900, auffällig der wuchtig wirkende Turmanbau nach Osten, baugeschichtlich bedeutend. Architekt: Rudolf Kolbe (1873–1947). | 09211253                 |
| Weitere Bilder | Villa Henkel                                                 | Loschwitz, Hermann-Vogel-Straße 16 (Karte)                                | um 1912                                 | Villa und Gartengrundstück – markantes, weithin sichtbares Gebäude mit Turmanbau, zeigt gotisierende Formen, terrassierter Garten belebt durch Treppen und Wegeführung, Anwesen gartenkünstlerisch sowie baugeschichtlich und stadtentwicklungsgeschichtlich bedeutend. | 09211255                 |
|                | Villa                                                        | Loschwitz, Ludwig-Richter-Straße 10 (Karte)                               | 1910                                    | Villa mit Garage und Einfriedung – Bau mit akzentuierten neoklassizistischen Elementen, ein Beispiel für den bis in das im 20. Jahrhundert fortdauernden Historismus, trotz Schlichtheit gestalterisch anspruchsvoll, baugeschichtlich und auch künstlerisch von Bedeutung. | 09211274                 |
| Weitere Bilder | Villa                                                        | Loschwitz, Veilchenweg 15 (Karte)                                         | Anfang 20. Jh.                          | Villa Wilhelmshöhe – großzügiger Loschwitzer Wohnbau in offener Bebauung, vor allem stadtentwicklungsgeschichtlich bedeutend. | 09211244                 |
| Weitere Bilder | Villa                                                        | Loschwitz, Veilchenweg 20 (Karte)                                         | Mitte 19. Jh.                           | Villa mit Einfriedung – mit anspruchsvoll gestalteter Fassade, weitgehend original erhaltener früher historistischer Bau zwischen Spätklassizismus und Neorenaissance (Rundbogenfenster, Eingang als Serlio-Motiv), künstlerisch und baugeschichtlich bedeutend. Villa „Immer heiter, Gott hilft weiter“ – Wohnsitz des Schriftstellers Moritz Heydrich (1820–1885). | 09211246                 |
| Weitere Bilder | Villa Stolzenfels                                            | Loschwitz, Veilchenweg 25 (Karte)                                         | 1901                                    | Villa mit Einfriedung und aufwendigem Grundstückseingang aus Toreinfahrt und Pforte; stattlicher historistischer Bau über sehr bewegtem Grundriss und Aufriss, mit Balkons, Türmchen, Laternen und hohem Rundturm, baugeschichtlich und künstlerisch bedeutend. Villa nach dem Vorbild von Burg Stolzenfels am Rhein, errichtet durch den Baumeister Paul Schenke (1851–1935). Bewohner: Maler Emanuel Hegenbarth (1868–1923) von 1903 bis 1912. | 09211240                 |
|                | Villa                                                        | Loschwitz, Veilchenweg 26 (Karte)                                         | 1897                                    | Villa mit Einfriedung und schmiedeeiserner Eingangspforte – wohlproportionierter Bau des Späthistorismus mit hölzernen Gestaltungselementen und Krüppelwalmdach und markantem Dachreiter, baugeschichtlich bedeutend, als Teil des Loschwitzer Elbhangs zudem städtebaulich und landschaftsgestaltend von Belang. Urspr. Villa Gottessegen, errichtet vom Baumeister Ernst Weigelt (1857–1916). | 09211242                 |
|                | Villa                                                        | Loschwitz, Veilchenweg 27 (Karte)                                         | 1926                                    | Villa mit Terrassenanlage und Stützmauer – charakteristischer, traditionell gestalteter Bau der Architektur der 1920er Jahre mit hervorgehobenen Eingangsbereich und hohem Walmdach, baugeschichtlich, personengeschichtlich und künstlerisch bedeutend. Architekt: Rudolf Kolbe. | 09215762                 |
| Weitere Bilder | Villa Miyanoshita                                            | Loschwitz, Veilchenweg 48 (Karte)                                         | um 1900                                 | Villa; gestalterisch anspruchsvoller, am Hang gelegener Bau, mit Backsteinfassade und vielen historisierenden Elementen im Stil des Neobarock, künstlerisch von Bedeutung sowie als sichtbarer Teil des Loschwitzer Elbhanges auch städtebaulich von Belang. | 09211241                 |
|                | Villa                                                        | Loschwitz, Calberlastraße 1c (Karte)                                      | 1866                                    | Villa, mit schlichter Kubatur einschl. des Turmanbaus und abschließendem Mansardendach mit Dachreiter, ein Beispiel der Reformarchitektur, Umbau 1926/27, vor allem baugeschichtlich bedeutend, als Teil des Loschwitzer Elbhanges zudem städtebaulich von Belang. | 09211251                 |
| Weitere Bilder | Landhaus Hegenbarth                                          | Loschwitz, Calberlastraße 2 (Karte)                                       | um 1900 (Wohnhaus)                      | Landhaus, an der Pillnitzer Landstraße gelegen, Wohnstätte des Künstlers Josef Hegenbarth (1884–1962), einfacher Baukörper mit vier Ziergiebeln, Fachwerk, Giebelzier und Balkonzier verweisen mit ihrer versachlichten Form auf den um 1900 verbreiteten Heimatstil, personengeschichtlich und baugeschichtlich bedeutend, als Teil des Loschwitzer Elbhanges zudem städtebaulich von Belang. | 09211250                 |
|                | Villa                                                        | Loschwitz, Calberlastraße 4 (Karte)                                       | 1896–1897                               | Villa mit Stützmauer und Einfriedung – historisierender Bau des ausgehenden 19. Jahrhunderts belebt von Zierfachwerk und Eckquaderungen, auffällig der mittige Turmanbau zur Straßenseite, als einsehbarer Teil des Loschwitzer Elbhangs vor allem städtebaulich bedeutend. | 09211224                 |
|                | Villa                                                        | Loschwitz, Calberlastraße 6 (Karte)                                       | um 1895                                 | Villa mit Stützmauer, Pforte und Einfriedung – historisierender Bau des ausgehenden 19. Jahrhunderts mit Zierfachwerk und Eckquaderungen, auffällig der Dacherker mit Giebelgestaltung, Aufsatz und Balkon, weitestgehend ursprünglich erhaltenes Gebäude, baugeschichtlich von Bedeutung, als einsehbarer Teil des Loschwitzer Elbhangs auch städtebaulich von Belang. | 09211225                 |
| Weitere Bilder | Villa Eintracht                                              | Loschwitz, Calberlastraße 8 (Karte)                                       | 1883                                    | Villa; spätklassizistischer zweigeschossiger Bau mit hervorgehobenem Mittelrisalit und reichem Fassadenschmuck, wie Plastiken, Festons usw., baugeschichtlich bedeutend, als Teil des Loschwitzer Elbhanges zudem städtebaulich von Belang. | 09211226                 |
| Weitere Bilder | Römmler-Villa                                                | Loschwitz, Calberlastraße 12 (Karte)                                      | 1902–1903                               | Villa; markanter, zweigeschossiger Bau mit schlichtem Zierfachwerk, einfachen Schmuckformen, hohem, etwas überstehendem Krüppelwalmdach, Beispiel der versachlichten Architektur bzw. der Reformarchitektur Anfang des 20. Jahrhunderts mit Jugendstilanklängen, außerdem Wohnstätte des Fotografen Emil Römmler (1842–1941), baugeschichtlich und personengeschichtlich bedeutend sowie als Teil des Elbhangs städtebaulich und landschaftsgestaltend von Belang. Architekt: Hermann August Richter (1842–1911). | 09218238                 |
| Weitere Bilder | Villa Theodora                                               | Loschwitz, Kügelgenstraße 4 (Karte)                                       | 1872                                    | Villa mit Einfriedung – nobler, klassizistisch gestalteter Bau, ab 1895 im Besitz der Fam. Jumpelt (Parfümerie- und Toilettenseifen-Fabrik Dresden). | Wikidata-Objekt anzeigen |
|                | Haus Unger                                                   | Loschwitz, Kügelgenstraße 6 (Karte)                                       | bis 1902                                | Villa; für den Kunstmaler Hans Unger (1872–1936) nach Entwurf des Architekten Martin Pietzsch, mit antikisierendem Fries von Franz Pettrich (1770–1844) am nördlichen Giebel (Nachbildung eines Pantheonfrieses), baugeschichtlich und personengeschichtlich bedeutend, sowie künstlerisch wertvoll. | 09211272                 |
|                | Villa                                                        | Loschwitz, Kügelgenstraße 8 (Karte)                                       | 1938–1939                               | Villa mit Einfriedung – nobler, traditionalistisch gestalteter Bau, trägt mit hohem Walmdach zum markanten Erscheinungsbild des Loschwitzer Elbhangs bei, baugeschichtlich, künstlerisch und städtebaulich bedeutend. Architekt: Wilhelm Jost, gemäß der Architekturdoktrin der Zeit in traditionellen Formen gestaltet. Dabei erinnert der Bau stark an Goethes Gartenhaus in Weimar. Eigentümer waren Elsbeth und Johannes Jost, Besitzer der Filmosto Projektorenfabrik und des Filmosto Strahlbildverlages. | 09218254                 |
| Weitere Bilder | Villa                                                        | Loschwitz, Kügelgenstraße 10 (Karte)                                      | 1902                                    | Villa mit Einfriedung an der Straßenseite; markantes Gebäude mit Turmanbau im toskanischen Landhausstil. Architekt: Max Hans Kühne (1874–1942), errichtet für den königl.-sächs. Hofphotographen Müller. Durch Vorhalle, Anbau an der Ostseite und rückwärtiger Veranda ein bemerkenswertes Beispiel der versachlichten Architektur und der Frühen Moderne nach 1900, baugeschichtlich und künstlerisch bedeutend. In seiner italienisierenden Form ist das gestalterisch unverwechselbare Gebäude zudem in Dresden und wohl auch darüber hinaus singulär oder hat zu mindestens Seltenheitswert. | 09211271                 |
| Weitere Bilder | Villa Höhne                                                  | Loschwitz, Kügelgenstraße 12 (Karte)                                      | 1912–1913                               | Villa, Anbau, Terrasse und Plastik im Garten; repräsentativer, zweigeschossiger Bau mit Anbau für Garagen und Angestelltenwohnungen, aufwendig gestaltete Fassade mit halbrunden Erkern, hervorgehobenem Portal, ornamentalem und figuralem Schmuck, schmiedeeisernen Gittern, Fensterläden usw., baugeschichtlich und künstlerisch bedeutend. | 09211270                 |
|                | Villa                                                        | Loschwitz, Josef-Hegenbarth-Weg 1 (Karte)                                 | 1913–1914                               | Villa mit Einfriedung, Bau mit reichem Zierfachwerk, gestalterisch bemerkenswertes Beispiel der Architektur nach 1900 im Sinne des Heimatschutzstils mit Reminiszenzen an mittelalterliche Fachwerkbauten, Anwesen baugeschichtlich, künstlerisch und personengeschichtlich bedeutend. Wohnstätte des Bildhauers Curt Siegel (1881–1950) mit Atelier Pillnitzer Landstraße 61. | 09211287                 |
| Weitere Bilder | Villa                                                        | Loschwitz, Pillnitzer Landstraße 11; 13 (Karte)                           | 1878                                    | Villa mit Hintergebäude, dazu Gartenlaube und Terrassierung – markantes Gebäude mit Mansarddach und Mittelrisalit, als Zeugnis der Architekturentwicklung um 1900, unter Beteiligung des Architekten Richard Schleinitz (1861–1916), baugeschichtlich bedeutend, Wohnstätte des Dresdner Malers Otto Griebel. | 09218777                 |
| Weitere Bilder | Landhaus                                                     | Loschwitz, Pillnitzer Landstraße 17 (Karte)                               | 1870                                    | Landhaus mit Stützmauer, älterer Kern aus der ersten Hälfte des 19. Jahrhunderts, architektonisch gelungener Umbau von 1921 durch den Architekten Curt Reimer als Bauherr, Bauleiter und Bauausführender, baugeschichtlich bedeutend, als einsehbarer Teil des Loschwitzer Elbhangs auch städtebaulich von Belang. | 09218257                 |
|                | Villa Saxonia                                                | Loschwitz, Pillnitzer Landstraße 24 (Karte)                               | 1880                                    | Mietvilla mit Einfriedung; typischer Bau mit spätklassizistischen Elementen, wie den Dreiecksgiebeln über den erhöhten und vorkragenden Mitteltrakten, zwei Veranden an Straßenseite und Gartenseite, baugeschichtlich bedeutend. | 09211276                 |
| Weitere Bilder | Villa                                                        | Loschwitz, Pillnitzer Landstraße 26 (Karte)                               | 1880                                    | Villa mit Einfriedung – als Beispiel für den in Dresden seltenen Typ der historisierenden, italienischen Renaissance nachempfundenen Turmvilla aus der zweiten Hälfte des 19. Jahrhunderts vor allem baugeschichtlich bedeutend. | 09211277                 |
|                | Mietvilla                                                    | Loschwitz, Pillnitzer Landstraße 28 (Karte)                               | 1893–1894                               | historisierender Wohnbau des ausgehenden 19. Jahrhunderts mit gestalterisch hervorgehobener Straßenfront, dominiert von Schweifgiebel, belebt durch Gliederungen und Schmuck, Treppenhaus mit Ausmalung (als Dekorationsmalerei), baugeschichtlich und stadtentwicklungsgeschichtlich bedeutend. | 09211278                 |
|                | Kleines Künstlerhaus                                         | Loschwitz, Pillnitzer Landstraße 57 (Karte)                               | um 1850                                 | Villa; Wohnstätte des Architekten Martin Pietzsch, personengeschichtlich bedeutend, malerischer Bau um 1900 mit abgerundeten Bauformen und sparsam eingesetzten historisierenden Elementen, auch baugeschichtlich von Belang. | 09211286                 |
| Weitere Bilder | Künstlerhaus                                                 | Loschwitz, Pillnitzer Landstraße 59 (Karte)                               | 1897–1898                               | Großes Künstlerhaus (Atelierhaus mit Künstlerwohnungen); eines der gestalterisch ungewöhnlichsten Häuser von Loschwitz, fünfgeschossiges Gebäude in einer romantisierenden Mischung heterogener Stilformen, bedeutendes und künstlerisch anspruchsvolles Werk des Architekten Martin Pietzsch (1866–1961), als bemerkenswertes Beispiel der Gegenbewegung zum Historismus auch baugeschichtlich von Bedeutung, zudem ortsgeschichtlich von Belang. | 09211284                 |
| Weitere Bilder | Grahlsches Haus                                              | Loschwitz, Pillnitzer Landstraße 63 (Karte)                               | 2. Hälfte 18. Jh.                       | Grahlsches Haus (auch Kavaliershaus) – klassizistische Villa mit rückwärtigem Pavillon, Treppenanlage und parkartiger Gartengestaltung mit ausgedehntem Wegesystem; historisierend überformter Bau, repräsentative Fassade mit betonter Mitte, Pavillon etwa zeitgleich, baugeschichtlich und künstlerisch bedeutend, seit 1865 im Besitz der Familie Grahl. Ab 1947 war im Hause eine katholische Kapelle eingerichtet, daher die Marienfigur am Haus. Seit 1997 befindet sich hier der Archiconvent der Templer. | 09211288                 |
| Weitere Bilder | Mietvilla                                                    | Loschwitz, Pillnitzer Landstraße 73 (Karte)                               | 1897                                    | Mietvilla mit Substruktionen, Treppen und Geländern, Einfriedung – markanter Klinkerbau mit repräsentativer Fassadengestaltung und Teilen des alten Interieurs, charakteristischer Historismusbau, bildet eindrucksvolles Ensemble mit Pillnitzer Landstraße 73b, zudem Teil des Loschwitzer Elbhangs, baugeschichtlich und städtebaulich bedeutend. | 09210290                 |
| Weitere Bilder | Mietvilla mit Turmanbau                                      | Loschwitz, Pillnitzer Landstraße 73b (Karte)                              | 1909                                    | markanter historisierender Bau mit charakteristischer Klinker-Sandstein-Fassade, bildet eindrucksvolles Ensemble mit Pillnitzer Landstraße 73, zudem als Teil des Loschwitzer Elbhangs weithin sichtbar, baugeschichtlich und landschaftsgestalterisch bedeutend. | 09211262                 |
| Weitere Bilder | Villa Gottfriedsberg                                         | Loschwitz, Pillnitzer Landstraße 77 (Karte)                               | 1906–1907                               | Villa; malerischer Bau mit Krüppelwalmdach, Anbauten, Balkon und Zierfachwerk, markantes Beispiel der versachlichten Architektur mit vereinfachten historisierenden Elementen und von der Heimatschutzbewegung und der damaligen Reformarchitektur geprägten Motiven, baugeschichtlich und stadtentwicklungsgeschichtlich bedeutend. | 09211263                 |
|                | Mietvilla                                                    | Loschwitz, Pillnitzer Landstraße 78 (Karte)                               | 1904–1905                               | Mietvilla mit Einfriedung – markantes Beispiel der Reformarchitektur nach 1900, versachlicht, mit hohem, weithin sichtbarem Dach, wenigen Schmuckelementen, wie Fachwerkzier und Weinspalier, baugeschichtlich und wohl auch künstlerisch bedeutend. | 09211282                 |
| Weitere Bilder | Villa                                                        | Loschwitz, Pillnitzer Landstraße 81 (Karte)                               | um 1900                                 | historisierendes Gebäude mit Turmanbau, Belebung durch Fachwerkzier und Verbretterungen, baugeschichtlich und stadtentwicklungsgeschichtlich bedeutend. | 09211264                 |
| Weitere Bilder | Mietvilla                                                    | Loschwitz, Pillnitzer Landstraße 85 (Karte)                               | 1914–1915                               | Mietvilla mit Einfriedung – markanter Bau der versachlichten und traditionellen Reformarchitektur nach 1900, mit wenigen aber akzentuierenden Schmuckelemente und Gestaltungselementen, baugeschichtlich bedeutend. Architekt: Oskar Menzel. | 09211265                 |
| Weitere Bilder | Mietvilla                                                    | Loschwitz, Pillnitzer Landstraße 112 (Karte)                              | 1903–1905                               | Mietvilla, im Stil der versachlichten Architektur erbaut, mit historisierenden Elementen, wie aufgesetztem Türmchen und Zierfachwerk, vor allem baugeschichtlich von Bedeutung, bildet darüber hinaus einen wichtigen Teil der Ansicht von Loschwitz. | 09211267                 |
| Weitere Bilder | Villa                                                        | Loschwitz, Kotzschweg 30 (Karte)                                          | 1907/08                                 | Villa mit Pforte und Einfriedungsmauer, bildet ein markantes und gestalterisch qualitätsvolles Beispiel der Villenarchitektur nach 1900 mit neobarocken Elementen und Jugendstilmotiven, gehört zum Œuvre des bekannten Dresdner Architekten Martin Pietzsch, baugeschichtlich, landschaftsgestaltend und städtebaulich bedeutend. | 09218252                 |
|                | Villa                                                        | Wachwitz, Kotzschweg 12 (Karte)                                           | 1869                                    | Villa, Pergola mit Badegrotte und Einfriedungsmauer – gestalterisch bemerkenswertes Villenanwesen, geprägt durch diverse Umbauten aus dem 1. Drittel des 20. Jh., zeitweilig im Besitz des Stadtbaurates Hermann Klette (1847–1909), baugeschichtlich und stadtentwicklungsgeschichtlich bedeutend. | 09211888                 |
| Weitere Bilder | Schloss Wachwitz                                             | Wachwitz, Wachwitzer Weinberg 15 (Karte)                                  | 1936/37                                 | Schlossbau mit Kapelle und Wasserbecken; über annähernd U-förmigem Grundriss, markantes Gebäude der 1930er Jahre in neobarocken Formen, wirkt mit Dach und Dachreiter in den Elbraum, letzter repräsentativerer Familiensitz der Wettiner in Sachsen, bau- und personengeschichtlich, künstlerisch sowie städtebaulich bedeutend. Architekt: Max Hans Kühne (1874–1942). | 09211830                 |
| Weitere Bilder | Königliche Villa Wachwitz                                    | Wachwitz, Wachwitzer Weinberg 1 (Karte)                                   | 1893                                    | urspr. klassizistische Königliche Villa Wachwitz von Anton Ludwig Blaßmann (1784–1843), errichtet 1824, um 1890 abgerissen. Neubau, errichtet 1893 im Neorenaissancestil, durch den Architekten Wilhelm Teichgräber, bis 1918 Sommerresidenz des sächsischen Königs Friedrich August III. (1865–1932), bis 1945 im Besitz der Wettiner, heute Wohnhaus. | 09211836                 |
|                | Villa                                                        | Wachwitz, Josef-Herrmann-Straße 7 (Karte)                                 | 1912                                    | zeittypischer Bau im Reformstil mit Putzfassade, Ansicht geprägt von mächtigem Mansarddach, entworfen und bewohnt vom Maler Woldemar Müller (1860–1928), baugeschichtlich bedeutend. | 09211832                 |
|                | Landhaus Eichenhof                                           | Wachwitz, Am Steinberg 1 (Karte)                                          | 1907                                    | Villa mit Nebengebäude, errichtet 1907 für den Kaufmann Arthur Münch; charakteristischer Bau mit schlichter Putzfassade, Sandsteinsockelzone, Satteldach, Giebel mit Zierfachwerk – baugeschichtlich bedeutend. | 09211831                 |
| Weitere Bilder | Villa                                                        | Wachwitz, Am Steinberg 2 (Karte)                                          | 1908                                    | Villa mit Einfriedung – neoklassizistischer Bau mit markantem Dreiecksgiebel und Veranda zur Gartenseite, dominierendes Mansarddach, mit Atelieranbau für den Maler Osmar Schindler (1867–1927), als Zeugnis historisierender Architektur mit Reformstilelementen, baugeschichtlich und stadtentwicklungsgeschichtlich bedeutend. | 09211834                 |
| Weitere Bilder | Villa Baudissin                                              | Wachwitz, Am Steinberg 3 (Karte)                                          | Anfang 19. Jh.                          | auch Baudissinsches Haus genannt, von 1840 bis 1878 Wirkungsstätte des Schriftstellers Wolf Heinrich Graf von Baudissin (1789–1878) und seiner Frau Sophie von Baudissin (1817–1894). | 09211835                 |
| Weitere Bilder | Villa                                                        | Wachwitz, Am Steinberg 4 (Karte)                                          | 1911                                    | repräsentativer Villenbau mit schlichter Putzfassade, Sandsteinsockelzone, Standerker mit Turmspitze, variierende Fensterformate und Zierfachwerk, baugeschichtlich bedeutend, erbaut für Dr. Hugo Kratz, später Wohnhaus des Opernsängers Fred Teschler. | 09211813                 |
| Weitere Bilder | Villa Lippold                                                | Wachwitz, Am Steinberg 5 (Karte)                                          | 1920/21                                 | Villa Lippold (auch Kochsche Villa). Ab 1930 im Besitz des Generaldirektors Dr. Franz Josef Koch, Miteigentümer der Firma Koch & Sterzel | 09211815                 |
| Weitere Bilder | Villa                                                        | Wachwitz, Am Steinberg 11 (Karte)                                         | 1899                                    | Villa mit Wirtschaftsgebäude, Garten und Einfriedung – repräsentatives Anwesen, Wohnbau in Anlehnung an den Schweizerstil mit Dachüberständen und Holzzierwerk, bemerkenswert die ausgesprochen große Hallendiele mit weitgehend erhaltener Ausstattung aus der Entstehungszeit. Wohnsitz des Verlegers Justus Friedrich Güntz. | 09211823                 |
| Weitere Bilder | Villa Wollner                                                | Wachwitz, Am Steinberg 14 (Karte)                                         | 1907–1909                               | Villa mit Villengarten, errichtet als Sommersitz für den Unternehmer Robert Wollner (1854–1927), historisierender Bau zwischen Neobarock und Neoklassizismus. Architekt: Wilhelm Kreis (1873–1955), plastischer Schmuck von Georg Wrba (1872–1939). Terrassierter Garten im gemischten Stil der Lenné-Meyer-Schule, Werk des Gartenarchitekten Max Bertram (1849–1914). | 09211819                 |
|                | Villa                                                        | Wachwitz, Oberwachwitzer Weg 7 (Karte)                                    | 1895                                    | Villa mit Terrassierung, Treppenanlagen, Garten und Pavillon; historisierender Villenbau mit Putzfassade, variierenden Erkern und Mittelrisalit, baugeschichtlich bedeutend. | 09211879                 |
|                | Villa Scherzer                                               | Wachwitz, Oberwachwitzer Weg 9 (Karte)                                    | 2. Hälfte 19. Jh.                       | Villa mit Stützmauer; charakteristischer Bau, Umbau im Reformstil um 1910, markante Giebel und hoher Natursteinsockel, baugeschichtlich bedeutend, benannt nach dem Kammervirtuos der Sächsischen Staatskapelle Manfred Scherzer. | 09211878                 |
|                | Villa                                                        | Wachwitz, Wachwitzgrund 42 (Karte)                                        | um 1900                                 | Villa auf Substruktion – Gebäude im Schweizerhausstil mit dekorativem Schwebegiebel, baugeschichtlich von Bedeutung. | 09211877                 |
|                | Villa Reichenbach                                            | Wachwitz, Wachwitzgrund 54 (Karte)                                        | 2. Hälfte 19. Jh. (Villa)               | Villa mit Terrassen einschl. Treppenanlage; schlichter Putzbau, rückwärtiges Portal vermutlich als Spolie aus Italien, baugeschichtlich von Bedeutung. Wohnstätte des Malers Woldemar von Reichenbach (1845–1914), von 1954 bis 1974 Frauenklinik Dr. Jüngst. | 09211802                 |
| Weitere Bilder | Mietvilla Wollnerstraße                                      | Wachwitz, Wollnerstraße 3 (Karte)                                         | 1928–1930                               | Wohnhaus in offener Bebauung; im Stil der Neuen Sachlichkeit mit Anklängen an das Bauhaus, erbaut von Max Riedrich, zweigeschossiger Bau mit Eckbalkon und Flachdach, baugeschichtlich bedeutend sowie als eines der wenigen freistehenden Einfamilien- bzw. Mehrfamilienhäuser in Dresden mit Bauhauscharakter singulär | 09211792                 |
| Weitere Bilder | Mietvilla                                                    | Wachwitz, Pillnitzer Landstraße 101 (Karte)                               | um 1880                                 | zeittypischer Putzbau mit historisierender Gliederung, straßenbildprägende Stützmauer mit repräsentativem Eingangstor, baugeschichtlich von Bedeutung. | 09211795                 |
| Weitere Bilder | Villa Quisisana                                              | Wachwitz, Pillnitzer Landstraße 132 (Karte)                               | 1886 (Villa)                            | Villa Quisisana mit Treppenturm; zeittypischer Bau mit Putzfassade, weitem Dachüberstand und hölzerne Balkonen, ehemals mit Zierfachwerk, ortsbildprägendem Treppenturm mit historisierender Natursteingliederung, baugeschichtlich von Bedeutung. | 09211789                 |
| Weitere Bilder | Villa Charlotte                                              | Wachwitz, Pillnitzer Landstraße 134 (Karte)                               | um 1910                                 | Mietvilla; zeittypischer Villenbau mit schlichter Putzfassade, Mittelrisalit mit leicht geschweiftem Rundbogenabschluss, Bohlenbinderdach mit Krüppelwalm, 1918–1931 Sitz des Wachwitzer Postamtes, baugeschichtlich und stadtentwicklungsgeschichtlich von Bedeutung. | 09211788                 |
| Weitere Bilder | Mietvilla                                                    | Wachwitz, Pillnitzer Landstraße 140 (Karte)                               | 1893–1894                               | zeittypischer Villenbau mit historisierender Gliederung und Erker, Anklänge an den Schweizerhausstil durch weite Dachüberstände und Schwebegiebel, baugeschichtlich von Bedeutung. | 09211786                 |
| Weitere Bilder | Villa Zahn                                                   | Wachwitz, Pillnitzer Landstraße 141 (Karte)                               | 1913                                    | Villa mit Stütz- und Einfriedungsmauer – repräsentativer Bau mit mächtigem Mansarddach, elbseitig großer Altan, baugeschichtlich von Bedeutung. Architekt: Emil Wägner (1853–1927), errichtet für Johann Alfred von Zahn (1839–1910), Präsident des evangelisch-lutherischen Landeskonsistoriums zu Dresden. | 09211846                 |
| Weitere Bilder | Villa Gebler                                                 | Wachwitz, Pillnitzer Landstraße 155 (Karte)                               | um 1890                                 | Villa mit Pavillon; zeittypisch historisierender Villenbau mit Elementen des Schweizerhausstils, dekorativer Schwebegiebel, hölzerne Loggia, baugeschichtlich von Bedeutung. | 09211861                 |
| Weitere Bilder | Villa                                                        | Wachwitz, Pillnitzer Landstraße 157 (Karte)                               | 1872                                    | Villa mit Veranda – zeittypischer Wohnbau mit schlichter Putzfassade mit sparsamer Gliederung, baugeschichtlich von Bedeutung, ab 1929 im Besitz des Dresdner Schokoladenfabrikanten Walter Clauß. | 09211862                 |
| Weitere Bilder | Villa Elbfrieden                                             | Wachwitz, Pillnitzer Landstraße 158 (Karte)                               | um 1880                                 | Villa Elbfrieden (auch Villa Alice) mit Turm, auskragenden Giebeln und hölzernen Elementen, markantes Beispiel des Schweizerhausstils, erinnert zudem an italienische Landsitze, markanter Historismusbau, baugeschichtlich bedeutend, als hervorgehobenes und gut sichtbares Gebäude am Fuße des Elbhangs. | 09211847                 |
| Weitere Bilder | Wachwitzhöhe                                                 | Wachwitz, Pillnitzer Landstraße 159 (Karte)                               | um 1870                                 | Villa, ehem. Gasthaus „Wachwitzhöhe“, schlossartiger Bau mit Turm, Gartenhaus, Torhaus, Hühner- und Taubenhaus, Treppenanlage, Grotte und Wegesystem, Toranlage und Einfriedung; markantes und weithin sichtbares Anwesen am Elbhang, zeittypisch historisierender Wohnbau des ausgehenden 19. Jahrhunderts. Nach Schließung des Lokals ab 1888 als Wohnhaus genutzt, 1934–40 belgisches Konsulat, nach 1945 u. a. auch Schule, Hort und Kindergarten. | 09211863                 |
| Weitere Bilder | Villa Elbfrieden                                             | Wachwitz, Pillnitzer Landstraße 175 (Karte)                               | nach 1900                               | Villa mit Gartenpavillon; repräsentativer Villenbau mit Jugendstilelementen, dekorativer Seitenrisalit mit Puttenreliefs und Pilastergliederung, baugeschichtlich von Bedeutung, als Zeugnis für die Entwicklung des einstigen Fischer- und Winzerdorfs zur beliebten Sommerfrische ab der 2. Hälfte des 19. Jahrhunderts zudem stadtentwicklungsgeschichtlich bedeutend. | 09211865                 |
|                | Villa                                                        | Wachwitz, Wachwitzer Bergstraße 1 (Karte)                                 | 1914–1915                               | zeittypischer Wohnbau mit Reformstilelementen, belebt durch variierende Fensterformate, baugeschichtlich von Bedeutung, erbaut vom Dresdner Kaufmann Leander Uhle, Familiensitz der Familie Uhle bis Mitte der 1950er Jahre. | 09211866                 |
|                | Villa                                                        | Wachwitz, Wachwitzer Bergstraße 5 (Karte)                                 | um 1915                                 | repräsentativer Villenbau mit schlichter Putzfassade, Ansicht dominiert von mächtigem Mansarddach, baugeschichtlich von Bedeutung. Die Villa wurde an der Stelle des einstigen Klenckeschen Kurhauses erbaut, Bauherr war der Dresdner Konditormeister Ehrhard Schmorl, nach 1947 als Kindergarten genutzt. | 09211870                 |
|                | Villa                                                        | Wachwitz, Wachwitzer Bergstraße 8 (Karte)                                 | 1914                                    | Villa mit Terrasse und Garage – zeittypischer Villenbau der 1910er Jahre mit Reform- und Heimatschutzstilelementen, schmucklose Putzfassade, markanter Turmaufsatz, baugeschichtlich von Bedeutung. | 09211867                 |
|                | Weinbergshaus und Landhaus Klien                             | Wachwitz, Wachwitzer Bergstraße 14b; 14c (Karte)                          | 1926 / 1932                             | Weinbergshaus (1926) mit größerem Nebengebäude (Landhaus, 1932); charakteristische traditionelle Bauten ihrer Zeit, ersteres gehört zum Werk des lokal bedeutenden Architekten Kurt Bärbig, baugeschichtlich und künstlerisch bedeutend. | 09211496                 |
|                | Villa Singer                                                 | Wachwitz, Wachwitzer Bergstraße 16 (Karte)                                | 1912 (Villa)                            | Villa – repräsentativer Villenbau mit Putzfassade und Mansardwalmdach, markanter westlicher Anbau, Reformstilelemente, erbaut für den Schriftsteller und Kunsthistoriker Hans Wolfgang Singer (1867–1957), baugeschichtlich von Bedeutung. | 09211868                 |
|                | Villa                                                        | Wachwitz, Wachwitzer Bergstraße 22 (Karte)                                | um 1910                                 | weitgehend authentisches Gebäude mit holzverschalter Putzfassade, geprägt durch variierende Anbauten und Fensterformaten, baugeschichtlich von Bedeutung. Ehem. Villa des Fabrikanten Karl Zschoche, ab 1940 im Besitz des Motorboot-Rennfahrers Gerhard Müller. | 09211871                 |
|                | Villa                                                        | Wachwitz, Königsweg 6 (Karte)                                             | 2. Hälfte 19. Jh.                       | zeittypischer Wohnbau vor 1900, Anklänge an den Schweizerhausstil, Ziergiebel, Holzbalkone und Holzklappläden, baugeschichtlich bedeutend. | 09211872                 |
| Weitere Bilder | Villa                                                        | Wachwitz, Wachwitzer Bergstraße 42 (Karte)                                | 1938                                    | Villa mit Pfortenhaus und Steineinfriedung, Heimatschutzarchitektur der 1930er Jahre, schlichte Putzfassade, Satteldach, mächtige Stützmauer und Einfriedung, südliche Ansicht dominiert von halbrundem Anbau mit Kegeldach, baugeschichtlich und stadtentwicklungsgeschichtlich bedeutend. Architekt Oskar Grunewald. | 09211874                 |
| Weitere Bilder | Villa Bergnest                                               | Wachwitz, Wachwitzer Bergstraße 27 (urspr. Grundstr. 48) (Karte)          | um 1880                                 | Villa im Schweizerhausstil, geprägt von weiten Dachüberständen, Zierfachwerk und dekorativen Holzbrüstungen, baugeschichtlich von Bedeutung. Villa Bergnest, ehem. Wohnsitz des Schriftstellers Charles Edouard Duboc (Pseudonym Robert Waldmüller). | 09211875                 |
|                | Villa                                                        | Niederpoyritz, Pillnitzer Landstraße 203 (Karte)                          | um 1890                                 | Mietvilla mit Einfriedung – Putzbau in exponierter Lage mit Anklängen an den Schweizerstil, an der Vorderfront übergiebelter Mittelrisalit mit Holzveranda, Satteldach, durch seine Lage erhabener Bau, baugeschichtlich von Bedeutung. | 09211494                 |
| Weitere Bilder | Staffelstein                                                 | Niederpoyritz, Staffelsteinstraße 35 (Karte)                              | 2. Hälfte des 19. Jh.                   | Ehem. Gasthaus Staffelstein, baugeschichtlich von Bedeutung, als Zeugnis für die Entwicklung des einstigen Fischer- und Winzerdorfs zur beliebten Sommerfrische ab der 2. Hälfte des 19. Jahrhunderts zudem stadtentwicklungsgeschichtlich bedeutend. Als Ausflugsgaststätte bis etwa 1975 geöffnet, jetzt als Wohnhaus genutzt. | Wikidata-Objekt anzeigen |
|                | Mietvilla                                                    | Niederpoyritz, Eugen-Dieterich-Straße 16 (Karte)                          | um 1885                                 | historistischer Wohnbau des ausgehenden 19. Jahrhunderts, mit Horizontalgliederung, Eckbetonungen und Fensterüberdachung vor allem in Anlehnung an die Renaissance gestaltet, baugeschichtlich von Bedeutung. | 09211503                 |
|                | Mietvilla                                                    | Niederpoyritz, Rockauer Straße 2 (Karte)                                  | um 1890 (Mietvilla)                     | zweigeschossiger Putzbau am Hang errichtet, flach geneigtes Dach, markantes Rundbogenfenster, baugeschichtlich von Bedeutung. Wohnhaus von Dr. Karl Dieterich (1869–1920), einer der beiden Direktoren der Chemischen Fabrik Helfenberg A.G. und Sohn von Eugen Dieterich (1840–1904). | 09216793                 |
|                | Villa Cosel                                                  | Niederpoyritz, Pillnitzer Landstraße 264 (Karte)                          | 1902 (Mietvilla)                        | Mietvilla mit Einfriedung und hölzerner Gartenlaube – historisierender Putzbau mit Krüppelwalmdach, übergiebeltem Mittelrisalit und Zierfachwerk im Dachgeschoss, als charakteristisches Beispiel der Architektur um 1900 und als Zeugnis der beginnenden Verstädterung Niederpoyritz baugeschichtlich und ortsentwicklungsgeschichtlich von Bedeutung. | 09211519                 |
| Weitere Bilder | Presshaus                                                    | Helfenberg, An der Försterei 2 (Karte)                                    | 1. Viertel 19. Jh.                      | Presshaus (ehem. Weinpresse Helfenberg) mit Einfriedungs- und Stützmauern sowie diverse Treppen; Hauptgebäude (ehem. Presshaus und späteres Jagdhaus / königl. Forsthaus Helfenberg) mit Turmanbau, wichtiges Beispiel der Architekturentwicklung im 19. Jahrhundert, erinnert als einstiges Jagdhaus der Landesfürsten zudem an die ausgeprägte Jagdleidenschaft der beiden letzten sächsischen Könige, insbesondere an Friedrich August III, baugeschichtlich, ortsgeschichtlich und personengeschichtlich sowie künstlerisch bedeutend. | 09283744                 |
| Weitere Bilder | Landhaus                                                     | Hosterwitz, Dresdner Straße 13 (Karte)                                    | 1847–1848                               | markanter Bau im Schweizerhausstil, mit aufwändiger Toranlage, Anwesen baugeschichtlich und ortsentwicklungsgeschichtlich bedeutend, weithin sichtbar am Hosterwitzer Elbhang. Ehem. Sommerhaus, ab 1864 Künstlertreff beim Schriftsteller und Philosophen Gustav Kühne. | 09211099                 |
| Weitere Bilder | Haus Hoheneichen                                             | Hosterwitz, Dresdner Straße 73 (Karte)                                    | um 1864                                 | Haus Hoheneichen mit Park – Sitz der Dresdner Ordensmission der Jesuiten seit 1921. Im Haus befindet sich die Institution Exerzitienhaus HohenEichen – ein Werk der Deutschen Provinz der Jesuiten. Urspr. Villa Lauterbach, im Besitz der Familie Angermann, später als Sommerhaus für Ferdinand von Bültzingslöwen (1808–1882). | Wikidata-Objekt anzeigen |
| Weitere Bilder | Keppschloss                                                  | Hosterwitz, Am Keppschloß 27 (Karte)                                      | 1850                                    | Schloss als langgestreckter, zweieinhalbgeschossiger Putzbau mit drei kurzen Flügeln und drei Turmbauten mit Zinnenkränzen, 1861 bis 1863 im Stil der Neogotik überformt. Anlage ortsbildprägend, baugeschichtlich und künstlerisch bedeutend. Ehem. Besitzer: Bankier Robert Thode (1825–1897), Mitinhaber der Thodeschen Papierfabrik zu Hainsberg. | 09211102                 |
| Weitere Bilder | Villa Schreyer                                               | Hosterwitz, Hohe Leite 5 (Karte)                                          | um 1900                                 | Berg-Villa Schreyer (auch „Himmelsburg“ genannt), benannt nach dem Bauherrn und Bauausführenden, dem Architekten Wilhelm Reinhard Schreyer, gestalterisch anspruchsvoller Bau um 1900 mit malerischer und zugleich versachlichter Fassadengestaltung, baugeschichtlich und künstlerisch bedeutend. Baugeschichtliches Zeugnis des Späthistorismus. | 09211104                 |
|                | Villa                                                        | Hosterwitz, Hohe Leite 7 (Karte)                                          | um 1910 (Villa)                         | typischer Bau der Reformarchitektur mit versachlichter, aber ausgewogener Fassadengestaltung, baugeschichtlich von Belang, als Teil der Elbhänge zwischen Loschwitz und Pillnitz auch landschaftsgestaltend bedeutend. Architekt: Johannes Mutze. | 09211105                 |
|                | Villa                                                        | Hosterwitz, Dresdner Straße 133 (Karte)                                   | 2. H. 19. Jh.                           | Villa für den Buchhändler Theodor Oswald Weigel – charakteristischer Bau aus der Mitte des 19. Jahrhunderts, 1922/1923 umgebaut und mit expressionistischem Bauschmuck bereichert, baugeschichtlich bedeutend. | 09211114                 |
|                | Villa                                                        | Hosterwitz, Dresdner Straße 135 (Karte)                                   | 1910–1911                               | Villa und Villengarten mit Gartenterrasse – repräsentatives Ensemble aus Villa und Villengarten aus der ersten Hälfte des 20. Jahrhunderts, auffällig das hohe, weithin sichtbare Dach, Akzentuierung durch straßenseitigen Turmanbau, baugeschichtlich und künstlerisch bedeutend. | 09211110                 |
| Weitere Bilder | Villa Eichbuschweg                                           | Hosterwitz, Eichbuschweg 7 (Karte)                                        | 1875–1880                               | Zweistöckige Villa, errichtet für die Familie Friedrich Krohn, ab 1895 im Besitz des Fabrikanten Friedrich Ernst Böhme, heute Kinderheim. Eindrucksvoller Bau der Dresdner Schule in Anlehnung an die italienische Renaissance, nach Süden offene Loggia, Fassaden mit reichem, akzentuierendem Schmuck, eines der früher wenigen Solitärgebäude der Gegend, baugeschichtlich, künstlerisch und städtebaulich bedeutend. | 09211111                 |
| Weitere Bilder | Königliche Villa Hosterwitz                                  | Hosterwitz, Dresdner Straße 149 (Karte)                                   | 1836                                    | Villa mit Nebengebäuden und Einfriedung; ehem. Königliche Sommervilla, klassizistischer Bau, Wohnstätte von Prinz Georg von Sachsen, Anlage baugeschichtlich und landesgeschichtlich bedeutend. | 09211109                 |
| Weitere Bilder | Villa Brockhaus II                                           | Pillnitz, Dresdner Straße 66 (Karte)                                      | 2. H. 19. Jh.                           | Villa, Pavillon, Einfriedung – ehem. Wohnsitz des Meißner Bischofs, davor Landgut der Familie Brockhaus, bemerkenswertes Anwesen, das Wohngebäude mit anspruchsvoller historisierender Gestaltung. Das Gartenhaus (1905) von Schumacher – Beispiel der Reformarchitektur nach 1900. Gesamte Anlage baugeschichtlich und künstlerisch bedeutend sowie singulär. | 09211537                 |
|                | Villa                                                        | Pillnitz, Bodemer Weg 3 (Karte)                                           | um 1875                                 | Villa mit Garten und Einfriedung – italienisierender Bau mit vorkragender Dachtraufe, schlichte und zugleich noble Fassadengestaltung, markante Einfriedung, Anwesen baugeschichtlich bedeutend. | 09211535                 |
|                | Landhaus                                                     | Pillnitz, Dresdner Straße 74 (Karte)                                      | 2. Hälfte 19. Jh.                       | Landhaus – schlichter ausgewogen gestalteter Bau, auffällig das scheinbar etwas überkragende Obergeschoss (erinnert an Winzerhäuser aus dem 17./18. Jahrhundert), baugeschichtlich bedeutend. | 09211536                 |
|                | Mietvilla                                                    | Pillnitz, Dresdner Straße 78 (Karte)                                      | bezeichnet 1872 (Villa)                 | Mietvilla und Garten – früher Historismusbau mit Lochfassade, Rundbogenportal und südländisch wirkender, vorkragender Dachtraufe, baugeschichtlich bedeutend. | 09215674                 |
| Weitere Bilder | Mietvilla                                                    | Pillnitz, Dresdner Straße 80 (Karte)                                      | um 1900                                 | Mietvilla mit überdachtem Zugang (Laubengang/Berceau); Akzente durch Zierfachwerk, markanter Bau um 1900 zwischen Historismus und Heimatschutzstil, baugeschichtlich und künstlerisch bedeutend. | 09211534                 |
|                | Villa                                                        | Pillnitz, Copitzer Straße 3 (Karte)                                       | um 1905 (Villa)                         | Villa mit Garten und schmiedeeisernem Tor – Gebäude mit weithin sichtbarem Turmanbau. Beispiel der Reformarchitektur nach 1900, baugeschichtlich und künstlerisch bedeutend. | 09211533                 |
| Weitere Bilder | Café Hausberg                                                | Pillnitz, Hoher Steig 4 (Karte)                                           | 1931                                    | Ehem. Café mit Veranda; traditionelle Pillnitzer Lokalität, weithin sichtbar, dabei von Belang für das Ortsbild, baugeschichtlich, ortsgeschichtlich sowie städtebaulich bedeutend. Architekt: Richard Merz (1885–1970). Ehem. Restaurant, von Richard Merz erbaut und auch bewirtschaftet, während des Zweiten Weltkriegs als Flüchtlingsunterkunft genutzt, 1945 wiedereröffnet, 1951 verstaatlicht, 1992 Schließung, nach Renovierung 1997 wiedereröffnet, 2004 Umbau zum Wohnhaus. | 09215675                 |
| Weitere Bilder | Villa Meurer                                                 | Pillnitz, Wünschendorfer Straße 6; 6a (Karte)                             | 1852                                    | Villa, Nebengebäude (Gartenhaus), errichtet für den Fabrikanten Siegfried Meurer; seltene Fassadenmalerei zur Straße, das Wohngebäude landhausartiger Bau im Schweizerhausstil, gehört zu den auffälligsten Bauten dieses Stils in Dresden, bemerkenswerter Garten, Anwesen baugeschichtlich und künstlerisch bedeutend | 09211587                 |
| Weitere Bilder | Villa                                                        | Hosterwitz, Maille-Bahn 2 (Karte)                                         | ab 1854                                 | Anlage mit U-förmigem Grundriss, elbseitiger Kernbau im Stil toskanischer Landhäuser, als Sommersitz für Karl Heinrich von Einsiedel (1784–1860), Königlich-Sächsischer Generalmajor, errichtet. Innen aufwendige Ausstattung mit Stuckdekor, Wandfassungen, Türen, eines der Solitärgebäude der Gegend, welche als Sommerfrischen das Ortsbild prägten, baugeschichtlich, personengeschichtlich, städtebaulich sowie künstlerisch bedeutend. | 09211123                 |
| Weitere Bilder | Villa Fabrice                                                | Hosterwitz, Maille-Bahn 8 (Karte)                                         | um 1870                                 | Villa, mit Einfriedung sowie Stützmauer; Wohnstätte zweier sächsischer Adelsgeschlechter, von Watzdorf und von Fabrice, gestalterisch anspruchsvolles Anwesen. Villengebäude vor allem historisierend, eines der Solitärgebäude der Gegend, baugeschichtlich und landschaftsgestaltend bedeutend. | 09211124                 |
| Weitere Bilder | Schloss Pillnitz: Bergpalais, Wasserpalais und Neues Schloss | Pillnitz, August-Böckstiegel-Straße 2 (Karte)                             | 1723                                    | Einzeldenkmale der Sachgesamtheit Schloss und Schlosspark Pillnitz: Palaisgebäude; gehört zu den bedeutendsten Bauten des 18. Jahrhunderts in Sachsen, Baudenkmal von nationalem Rang, baugeschichtlich, künstlerisch sowie gartenkünstlerisch, kunsthistorisch, ortsgeschichtlich und städtebaulich bedeutend, als einstige Residenz der Wettiner zudem von besonderer Bedeutung für die Landesgeschichte. Anlage nach Plänen von Matthäus Daniel Pöppelmann. | 09211563                 |
|                | Villa                                                        | Pillnitz, Schulweg 1 (Karte)                                              | um 1875 (Villa)                         | Markanter landhausartige Bau, Akzentuierung durch mittigen Balkon und segmentbogenförmige Öffnungen im Erdgeschoss, verzierte Giebel, baugeschichtlich bedeutend. | 09215678                 |
|                | Villa                                                        | Pillnitz, Wilhelm-Wolf-Straße 9 (Karte)                                   | 1908                                    | Villa mit Einfriedung – versachlichter Bau, Akzente durch vorgewölbte Fenstergruppen im Erdgeschoss und Mansarddach mit Rundgaube, Beispiel der Reformarchitektur, baugeschichtlich und künstlerisch bedeutend. Architekt: Rudolf Kolbe. | 09211597                 |

## Ehemalige Villen am Elbhang
| Bild           | Bezeichnung                | Lage                                                            | Datierung    | Beschreibung | ID |
| -------------- | -------------------------- | --------------------------------------------------------------- | ------------ | --- | -- |
|                | Villa Grumbt II            | Loschwitz, Bautzner Straße 112 (urspr. Dresdner Str. 2) (Karte) | 1898/99      | Schlossartige Villa, errichtet im Neorenaissancestil. Architekt: Carl Schümichen (1863–1933) für Carl Ernst Grumbt (1840–1917); 1945 zerstört                                         |    |
| Weitere Bilder | Burgberg Loschwitz         | Loschwitz, Körnerplatz 5 (Karte)                                | 1853         | Ehem. Gaststätte Burgberg Loschwitz, errichtet als Hotel und Restaurant von Theodor Lehnert und Friedrich Wilhelm Voigt auf dem Gelände der früheren Burg, 1945 zerstört.             |    |
|                | Loschwitzhöhe              | Loschwitz, Oeserstraße 17 (Karte)                               | 1901/02      | Ehem. Gastwirtschaft „Loschwitzhöhe“. Architekt: Martin Pietzsch (1866–1961), abgerissen 1977.                                                                                        |    |
|                | Villa Stolberg-Wernigerode | Niederpoyritz, Pillnitzer Landstraße 197 (Karte)                | Ende 19. Jh. | Villa Stolberg-Wernigerode, ehem. Sommersitz der Gräfin Elisabeth zu Stolberg-Wernigerode (1867–1947), während des Zweiten Weltkriegs als Flüchtlingsquartier genutzt, 1945 zerstört. |    |